# Sacco és Vanzetti

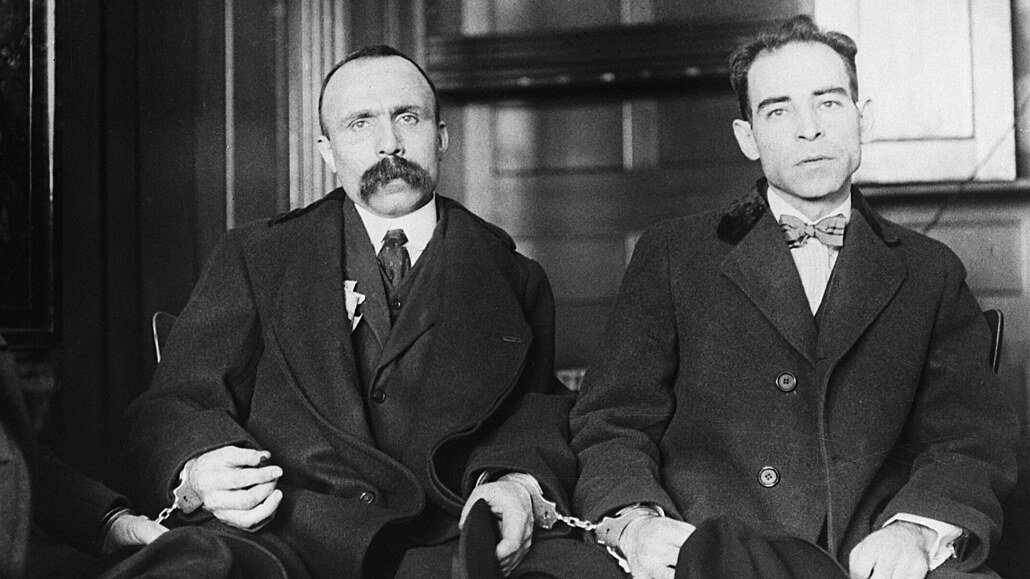
Bartolomeo Vanzetti (balra) és Nicola Sacco (jobbra)

Nicola Sacco (Torremaggiore, 1891. április 22. –‎ Charlestown, 1927. augusztus 23.) és Bartolomeo Vanzetti (Villafalletto, 1888. június 11. –‎ Charlestown, 1927. augusztus 23.) olasz bevándorlók és anarchisták voltak, akiket vitatott módon ítéltek el Alessandro Berardelli és Frederick Parmenter, egy őr és egy bérszámfejtő meggyilkolásáért, a Slater and Morrill cipőgyár 1920. április 15-i fegyveres rablása során a massachusettsi Braintree-ben, az Egyesült Államokban. Hét évvel később a Charlestown állami börtönben villamosszékben végezték ki őket.
Néhány órás tanácskozás után 1921. július 14-én az esküdtszék Saccót és Vanzettit első fokon gyilkosság vádjával elítélte, és az eljáró bíró halálra ítélte őket. Az olaszellenesség, a bevándorló- és anarchistaellenes elfogultság gyanú szerint nagyban befolyásolta az ítéletet. Ezután fellebbezések sorozata következett, amelyeket nagyrészt a Sacco és Vanzetti Védelmi Bizottság finanszírozott. A fellebbezéseket visszavont tanúvallomásokra, ellentmondásos ballisztikai bizonyítékokra, az esküdtszék vezetője által a tárgyalás előtt tett előítéletes nyilatkozatra és a rablás egyik állítólagos résztvevőjének vallomására alapozták. Webster Thayer bíró az összes fellebbezést elutasította, és később a Massachusetts-i Legfelsőbb Bíróság is elutasította. 1926-ra az ügy világszerte figyelmet keltett. Ahogy a per részletei és a férfiak feltételezett ártatlansága ismertté váltak, Sacco és Vanzetti a modern történelem egyik legnagyobb ügyének középpontjába került. 1927-ben Észak-Amerika és Európa minden nagyobb városában, valamint Tokióban, Sydneyben, Melbourne-ben, São Paulóban, Rio de Janeiróban, Buenos Airesben, Dubaiban, Montevideóban, Johannesburgban és Aucklandben is tüntetéseket tartottak az érdekükben.
Híres írók, művészek és tudósok kegyelemért vagy új eljárásért folyamodtak. Felix Frankfurter, a Harvard jogászprofesszora és a Legfelsőbb Bíróság későbbi bírája egy széles körben olvasott Atlantic Monthly-cikkben érvelt ártatlanságuk mellett, amelyet később könyv formájában is kiadtak. Még az olasz fasiszta diktátor, Benito Mussolini is meg volt győződve ártatlanságukról, és megpróbált nyomást gyakorolni az amerikai hatóságokra, hogy engedjék szabadon őket. A kivégzésükre 1927 áprilisában került volna sor, ami felgyorsította a felháborodást. A kegyelmüket sürgető táviratok tömeges beáramlására reagálva Alvan T. Fuller massachusettsi kormányzó háromtagú bizottságot nevezett ki az ügy kivizsgálására. Hetekig tartó titkos tanácskozás után, amelynek során a bíró, az ügyvédek és számos tanú meghallgatására is sor került, a bizottság fenntartotta az ítéletet. Saccót és Vanzettit 1927. augusztus 23-án, éjfél után kivégezték a villamosszékben.
A kivégzéseket követő nyomozások az 1930-as és 1940-es években is folytatódtak. A férfiak leveleinek közzététele, amelyek ékesszóló ártatlansági nyilatkozatokat tartalmaztak, felerősítette a közvéleményben a jogtalan kivégzésükbe vetett hitet. Egy 1961-ben elvégzett ballisztikai vizsgálat azonban bebizonyította, hogy a Saccónál talált pisztolyt valóban a gyilkosságok elkövetéséhez használták. 1977. augusztus 23-án — a kivégzések 50. évfordulóján — Michael Dukakis, Massachusetts állam kormányzója kiáltványt adott ki, amelyben kijelentette, hogy Saccót és Vanzettit igazságtalanul ítélték el, és hogy „minden szégyent örökre el kell törölni a nevükről”. A kiáltvány azonban nem tartalmazott kegyelmet.

## Háttér
Sacco cipész és éjjeliőr volt, 1891. április 22-én született Torremaggiore-ban, Foggia tartományban, Apulia régióban (olaszul: Puglia), Olaszországban, és tizenhét éves korában vándorolt ki az Egyesült Államokba. Az emigráció előtt — egy börtönben küldött levele szerint — Sacco apja szőlőjében dolgozott, gyakran aludt kint a mezőn éjszaka, hogy az állatok ne pusztítsák el a termést. Vanzetti halárus volt, aki 1888. június 11-én született Villafallettóban, Cuneo tartományban, Piemont régióban. Mindketten 1908-ban hagyták el Olaszországot az Egyesült Államokba tartva, bár egy 1917-es sztrájkig nem találkoztak.
Vélhetőleg a férfiak Luigi Galleani, egy olasz anarchista követői voltak, aki forradalmi erőszakot, többek között robbantásokat és merényleteket támogatott. Galleani kiadta a Cronaca Sovversiva (Felforgató Krónika) című folyóiratot, amely az erőszakos forradalmat szorgalmazta, valamint egy bombakészítési kézikönyvet, a La Salute è in voi! (Az üdvösség bennetek van!) című könyvet. Abban az időben az olasz anarchisták — különösen a galleanista csoport — az Egyesült Államok kormánya veszélyes ellenségeinek listáján az első helyen szerepeltek. 1914 óta a galleanistákat több erőszakos merénylet és merényletkísérlet, köztük egy tömeges mérgezési kísérlet gyanúsítottjaiként azonosították. A Cronaca Sovversiva kiadását 1918 júliusában elfojtották, és a kormány 1919. június 24-én deportálta Galleanit és nyolc legközelebbi munkatársát.
Más galleanisták három évig aktívak maradtak, közülük 60-an időnként erőszakos kampányt folytattak amerikai politikusok, bírák és más szövetségi és helyi tisztviselők ellen, különösen azok ellen, akik támogatták az idegen radikálisok kitoloncolását. A több tucatnyi erőszakos cselekmény között volt Alexander Mitchell Palmer főállamügyész otthonának felrobbantása 1919. június 2-án. Ebben az incidensben Carlo Valdinocci, a Cronaca Sovversiva egykori szerkesztője meghalt, amikor a Palmer számára szánt bomba a szerkesztő kezében felrobbant. Ezen és több más éjféli robbantás helyszínén is találtak radikális röpiratokat „Egyszerű szavak” címmel, „Az anarchista harcosok” aláírással.
Több galleanista társát gyanúsították meg vagy hallgatták ki a robbantásos incidensekben játszott szerepükről. Két nappal Sacco és Vanzetti letartóztatása előtt egy Andrea Salsedo nevű galleanista a New York-i 15 Park Row 14. emeletén lévő, az amerikai igazságügyi minisztérium nyomozóhivatalának (BOI — Bureau of Investigation) irodáiból a halálba zuhant. Salsedo a brooklyni Canzani nyomdában dolgozott, ahová a szövetségi ügynökök az „Egyszerű szavak” (Plain Words) szórólapot visszavezették.
Roberto Elia, egy New York-i nyomdásztárs és bevallott anarchista később a vizsgálat során vallomást tett, és azt vallotta, hogy Salsedo öngyilkos lett, mert félt, hogy elárulja a többieket. Ő magát az „erősnek” állította be, aki ellenállt a rendőrségnek. Carlo Tresca anarchista író szerint Elia később megváltoztatta a történetét, és azt állította, hogy szövetségi ügynökök dobták ki Salsedót az ablakon.

## A rablás

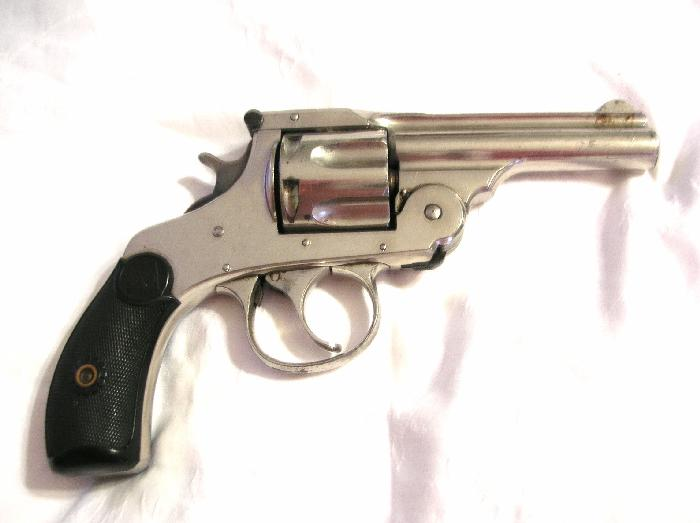
.38 Harrington & Richardson felső töréses revolver, hasonló a Berardelli által hordott pisztolyhoz

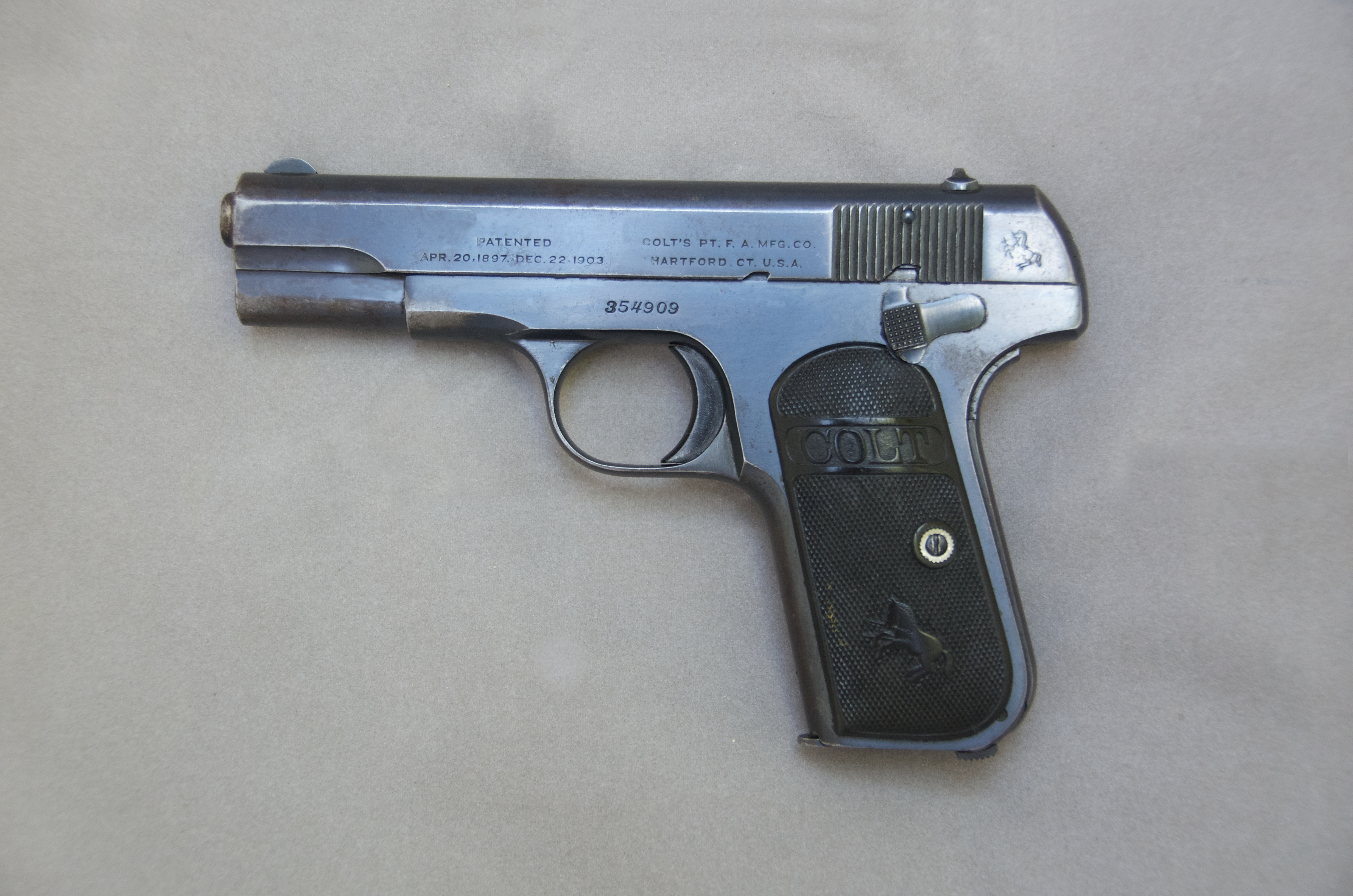
.32 Colt 1903-as modell automata pisztoly

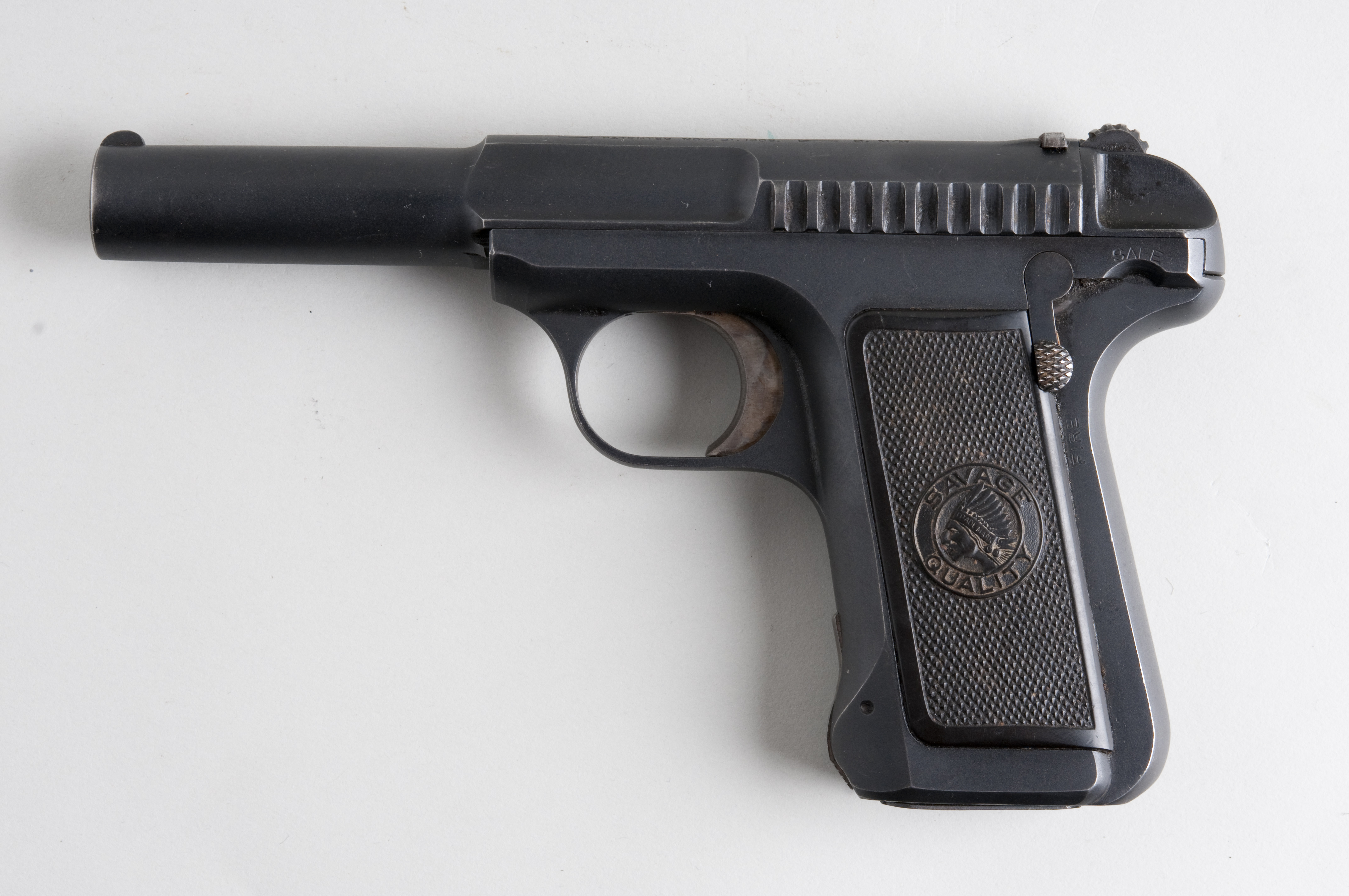
.32 Savage Model 1907 félautomata pisztoly

A Slater-Morrill Shoe Company cipőgyár a Massachusetts állambeli Braintree-ben, a Pearl Street-en volt. 1920. április 15-én két férfit kiraboltak és megöltek, miközben a vállalat bérszámfejtését szállították két nagy acélládában a főüzembe. Egyiküket, Alessandro Berardellit — aki biztonsági őr volt — négyszer lőtték meg, amikor a csípőtáskában tartott 38-as kaliberű Harrington & Richardson revolveréért nyúlt; a fegyverét nem találták meg a helyszínen. A másik férfit, Frederick Parmentert — egy számvivő, aki fegyvertelen volt — kétszer lőtték meg: egyszer a mellkasán, másodszor pedig halálos lövést kapott a hátába, amikor menekülni próbált. A rablók lefoglalták a bérszámfejtő dobozokat, és egy lopott sötétkék Buickkal menekültek el, amelyben több másik férfi is utazott.
Miközben az autót Michael Codispoti vezette el, a rablók vadul lövöldöztek a közelben lévő vállalati dolgozókra. A halottkém jelentése és az azt követő ballisztikai vizsgálat kimutatta, hogy a meggyilkolt férfiak testéből kivett hat golyó .32-es automata (ACP) kaliberű volt. E .32-es kaliberű lövedékek közül ötöt egyetlen félautomata pisztolyból, egy .32-es kaliberű Savage Model 1907-esből lőttek ki, amely különösen keskeny barázdájú, jobbra csavart huzagolású csővel rendelkezett. Berardelli holttestében két golyót találtak. A gyilkosság helyszínén négy .32-es automata réz töltényhüvelyt találtak, amelyeket három cég egyike gyártott: Peters, Winchester vagy Remington. A Winchester töltényhüvely egy viszonylag elavult lőszerből származott, amelynek gyártását néhány évvel korábban beszüntették. Két nappal a rablás után a rendőrség megtalálta a rablók Buickját; a közelben több 12-es kaliberű puska töltényhüvelyt találtak a földön.

## Letartóztatások és vádemelés

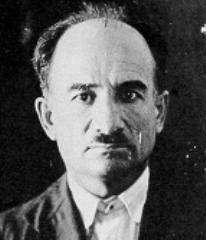
Mario Buda

Egy korábbi (sikertelen) rablási kísérlet egy másik cipőgyári bérszámlára 1919. december 24-én történt a Massachusetts állambeli Bridgewaterben, négy olaszként azonosított személy által, akik egy autóval menekültek a West Bridgewaterben lévő Cochesettbe. Az L.Q. White cipőgyár szállító teherautója 33 113,31 dolláros bérlistát vitt a sofőrrel, a bérszámfejtővel és egy rendőrtiszttel. A támadók egy személygépkocsiban próbálták meg eltéríteni a teherautót, az egyik rabló pisztolyt, a másik pedig duplacsövű sörétes puskát használt. A rendőrség feltételezése szerint olasz anarchisták követték el a rablásokat, hogy tevékenységüket finanszírozzák. Michael E. Stewart, Bridgewater rendőrfőnöke azt gyanította, hogy az ismert olasz anarchista, Ferruccio Coacci is érintett. Stewart rájött, hogy Mario Buda (más néven „Mike” Boda) Coaccival élt együtt.
Amikor Stewart rendőrfőnök később megérkezett a Coacci-házba, csak Buda lakott ott, és amikor kihallgatták, azt mondta, hogy Coaccinak van egy .32-es Savage automata pisztolya, amelyet a konyhában tart. A konyha átkutatása során nem találták meg a fegyvert, de Stewart talált (egy konyhai fiókban) egy 1907-es modellű, pontosan olyan típusú, .32-es kaliberű pisztoly gyártói műszaki rajzát, amellyel Parmentert és Berardellit lelőtték. Stewart megkérdezte Budát, hogy van-e fegyvere, mire a férfi elővett egy 32-es kaliberű, spanyol gyártmányú automata pisztolyt. Buda elmondta a rendőrségnek, hogy tulajdonában van egy 1914-es Overland gépkocsi, amelyet éppen javítanak. Az autót négy nappal a braintree-i bűncselekmények után szállították le javításra, de az autó öreg volt, és nyilvánvalóan öt hónapja nem futott. Az elhagyott Buick menekülő autó közelében keréknyomokat láttak, és Stewart rendőrfőnök azt feltételezte, hogy két autót használtak a meneküléshez, és hogy Buda autója lehetett a második autó.
Amikor Stewart rájött, hogy Coacci mindkét kirabolt cipőgyárnak dolgozott, visszatért a bridgewateri rendőrséggel. Mario Buda nem volt otthon, de 1920. május 5-én három másik férfival, akiket később Saccóként, Vanzettiként és Riccardo Orcianiként azonosítottak, megérkezett a garázsba. A négy férfi jól ismerte egymást; Buda később úgy emlegette Saccót és Vanzettit, mint „a legjobb barátaimat Amerikában”.
Sacco és Vanzetti felszállt egy villamosra, de felkutatták és hamarosan letartóztatták őket. Amikor a rendőrség átkutatta őket, mindketten tagadták, hogy fegyvert birtokolnának, de töltött pisztolyokat találtak náluk. Saccónál olasz útlevelet, anarchista irodalmat, egy töltött .32-es Colt 1903-as modell automata pisztolyt és huszonhárom .32-es automata töltényt találtak; ezek közül több ugyanolyan elavult típusú volt, mint a bűncselekmény helyszínén talált üres Winchester .32-es töltényhüvely, másokat pedig a Peters és a Remington cégek gyártottak, hasonlóan a helyszínen talált többi töltényhüvelyhez. Vanzettinél négy 12-es kaliberű sörétes puska és egy ötlövetű, nikkelezett, 38-as kaliberű Harrington & Richardson revolver volt, amely hasonló volt ahhoz a .38-ashoz, amelyet Berardelli, a meggyilkolt braintree-i őr viselt, és amelynek fegyverét nem találták meg a bűncselekmény helyszínén. Amikor kihallgatták őket, a páros tagadta, hogy bármilyen kapcsolatuk lenne az anarchistákkal.
Orcianit május 6-án tartóztatták le, de azt az alibit adta, hogy mindkét bűncselekmény napján a munkahelyén volt. Sacco a bridgewateri bűncselekmények napján a munkahelyén volt, de azt mondta, hogy április 15-én — a braintree-i bűncselekmények napján — szabadnapos volt, és ezekkel a gyilkosságokkal vádolták meg. Az önálló vállalkozó Vanzettinek nem volt ilyen alibije, és a Bridgewaterben elkövetett rablás és gyilkossági kísérlet, valamint a braintree-i bűncselekményekben elkövetett rablás és gyilkosság miatt emeltek vádat ellene. Sacco és Vanzettit 1920. május 5-én gyilkossággal vádolták, majd négy hónappal később, szeptember 14-én emeltek vádat ellenük.
Miután Sacco és Vanzetti ellen a braintree-i rablás miatt gyilkosság vádjával vádat emeltek, a galleanisták és anarchisták az Egyesült Államokban és külföldön erőszakos megtorló kampányba kezdtek. Két nappal később, 1920. szeptember 16-án Mario Buda állítólag megszervezte a Wall Street-i robbantást, ahol egy lóvontatta kocsiba pakolt, nehéz vas ablakkeret-súlyokkal megpakolt, időzített dinamitbomba robbant fel, 40 ember halálát okozva és 134 embert megsebesítve. 1921-ben a párizsi amerikai nagykövetnek postázott bomba felrobbant, és megsebesítette az inasát. A következő hat évben világszerte más amerikai nagykövetségeknél is robbantak bombák.

## Tárgyalások

### Bridgewateri bűntettek tárgyalása
Ahelyett, hogy elfogadta volna a bíróság által kijelölt ügyvédet, Vanzetti úgy döntött, hogy John P. Vahey, egy korábbi öntödei felügyelő és későbbi állami bírósági bíró képviseli, aki 1905 óta praktizált ügyvédként, leginkább testvérével, James H. Vahey-vel és annak ügyvédi partnerével, Charles Hiller Innes-szel. James Graham, akit a támogatók ajánlottak, szintén a védőügyvéd szerepét töltötte be. Frederick G. Katzmann, a Norfolk és Plymouth megyei kerületi ügyész vezette az ügyet. Az elnöklő bíró Webster Thayer volt, akit már az ügy kitűzése előtt kijelöltek a bíróságra. Néhány héttel korábban beszédet mondott az új amerikai polgároknak, amelyben elítélte a bolsevizmus és az anarchizmus fenyegetését az amerikai intézményekre. Támogatta a funkcionálisan erőszakos radikális beszéd és az erőszakos cselekmények elkövetésére való felbujtás elfojtását. Közismert volt arról, hogy nem kedvelte a külföldieket, de igazságos bírónak tartották.
A tárgyalás 1920. június 22-én kezdődött. A vád több tanút is bemutatott, akik Vanzettit a bűncselekmény helyszínére állították. Leírásaik eltérőek voltak, különösen Vanzetti bajuszának alakját és hosszát illetően. A tárgyi bizonyítékok között szerepelt egy, a bűncselekmény helyszínén talált sörétes puska töltényhüvely, valamint több, Vanzettinél letartóztatásakor talált lőszer.
A védelem 16 tanút állított elő, mindannyian plymouthi olaszok, akik azt vallották, hogy a rablási kísérlet idején a hagyományaiknak megfelelően angolnát vásároltak Vanzettitől a húsvéti ünnepekre. Az ilyen részletek megerősítették az olaszok és az esküdtek közötti különbséget. Néhányan tökéletlen angol nyelven tettek vallomást, mások tolmácson keresztül, akinek a tanúkkal azonos olasz dialektust beszélő képtelensége hátráltatta a hatékonyságát. A keresztkérdések során a vádhatóság könnyen elérte, hogy a tanúk a dátumokat illetően zavarosnak tűnjenek. Egy fiú, aki tanúskodott, elismerte, hogy elpróbálta a vallomását. „Úgy tanultad meg, mint egy darabot az iskolában?” – kérdezte az ügyész. „Persze” – válaszolta a fiú. A védelem megpróbálta cáfolni a szemtanúk vallomását azzal, hogy Vanzetti mindig jellegzetes hosszú bajuszt viselt, de a vád cáfolta ezt.
A védelem ügye rosszul sikerült, és Vanzetti nem tanúskodott saját védelmében. A tárgyalás során azt mondta, hogy az ügyvédei ellenezték, hogy a tanúk padjára ültessék. Ugyanebben az évben Vahey védőügyvéd közölte a kormányzóval, hogy Vanzetti visszautasította a tanúvallomásra vonatkozó tanácsát. Évtizedekkel később egy Vahey-t a védelemben segítő ügyvéd elmondta, hogy a védőügyvédek Vanzettire bízták a választást, de figyelmeztették, hogy nehéz lesz megakadályozni, hogy a vád keresztkérdésekkel megkérdőjelezze a politikai meggyőződése alapján a személyiségének hitelességét. Elmondta, hogy Vanzetti a Saccóval folytatott konzultációt követően döntött úgy, hogy nem tesz vallomást. Herbert B. Ehrmann, aki később csatlakozott a védőcsapathoz, sok évvel később azt írta, hogy a Vanzetti tanúk padjára állításának veszélyei nagyon is valósak voltak. Az ügy egy másik jogi elemzése azt kifogásolta, hogy a védelem nem nyújtott többet az esküdtszéknek azzal, hogy hagyta Vanzettit vallomást tenni, és arra a következtetésre jutott, hogy azáltal, hogy Vanzetti hallgatott, „az esküdtszéknek az ő segítsége nélkül kellett döntenie a szemtanúk és az alibitanú között”. Ilyen körülmények között az ártatlansági ítélet nagyon szokatlan lett volna". Ez az elemzés azt állította, hogy „senki sem mondhatta, hogy az ügyet szorosan tárgyalták, vagy hogy a vádlottért erőteljesen küzdöttek”.
Vanzetti 1927. április 9-én, a braintree-i bűntettekért való elítélése során arra panaszkodott, hogy Vahey „harminc aranypénzért eladott engem, mint Júdás Jézus Krisztust”. Azzal vádolta Vaheyt, hogy összeesküdött az ügyésszel, „hogy még jobban felizgassa az esküdtek szenvedélyét, az esküdtek előítéleteit” „a mi elveinket valló emberekkel, az idegenekkel, a lógósokkal szemben”.
1920. július 1-jén az esküdtszék öt órán át tanácskozott, és mindkét vádpontban – fegyveres rablás és első fokú gyilkosság – bűnösnek találta a vádlottat. Az ítélethirdetés előtt Thayer bíró megtudta, hogy az esküdtszék a tanácskozás során megbabrálta a Vanzettinél letartóztatásakor talált sörétes puskahüvelyeket, hogy megállapítsa, a bennük lévő lövedék elegendő méretű-e egy ember megöléséhez. Mivel ez befolyásolta az esküdtszék ítéletét a gyilkossági vádpontban, Thayer ezt a részt tévesnek nyilvánította. 1920. augusztus 16-án a fegyveres rablás vádja miatt 12-től 15 évig terjedő börtönbüntetésre ítélte Vanzettit, ami a maximálisan kiszabható büntetés.
Sacco és Vanzetti egyaránt feljelentette Thayert. Vanzetti azt írta: „Megpróbálom Thayer halálát [sic] látni, mielőtt kimondaná az ítéletünket”, és kérte anarchista társait, hogy „álljanak bosszút, bosszút a mi nevünkben és a mi élő és halottjaink nevében”.
1927-ben Sacco és Vanzetti ügyvédei azzal vádolták, hogy ezt az ügyet azért hozták előbbre, mert a bridgewateri bűncselekményekért való elítélés segíthetett volna elítélni őt a braintree-i bűncselekményekért, ahol a bizonyítékok gyengék voltak ellene. A vád ellenvetette, hogy az időzítést az ügyeket kezelő különböző bíróságok menetrendje határozta meg. A védelem csak kisebb kifogásokat emelt a fellebbezésben, amelyet nem fogadtak el. Néhány évvel később Vahey csatlakozott Katzmann ügyvédi irodájához.

### A Braintree-i bűncselekmények tárgyalása

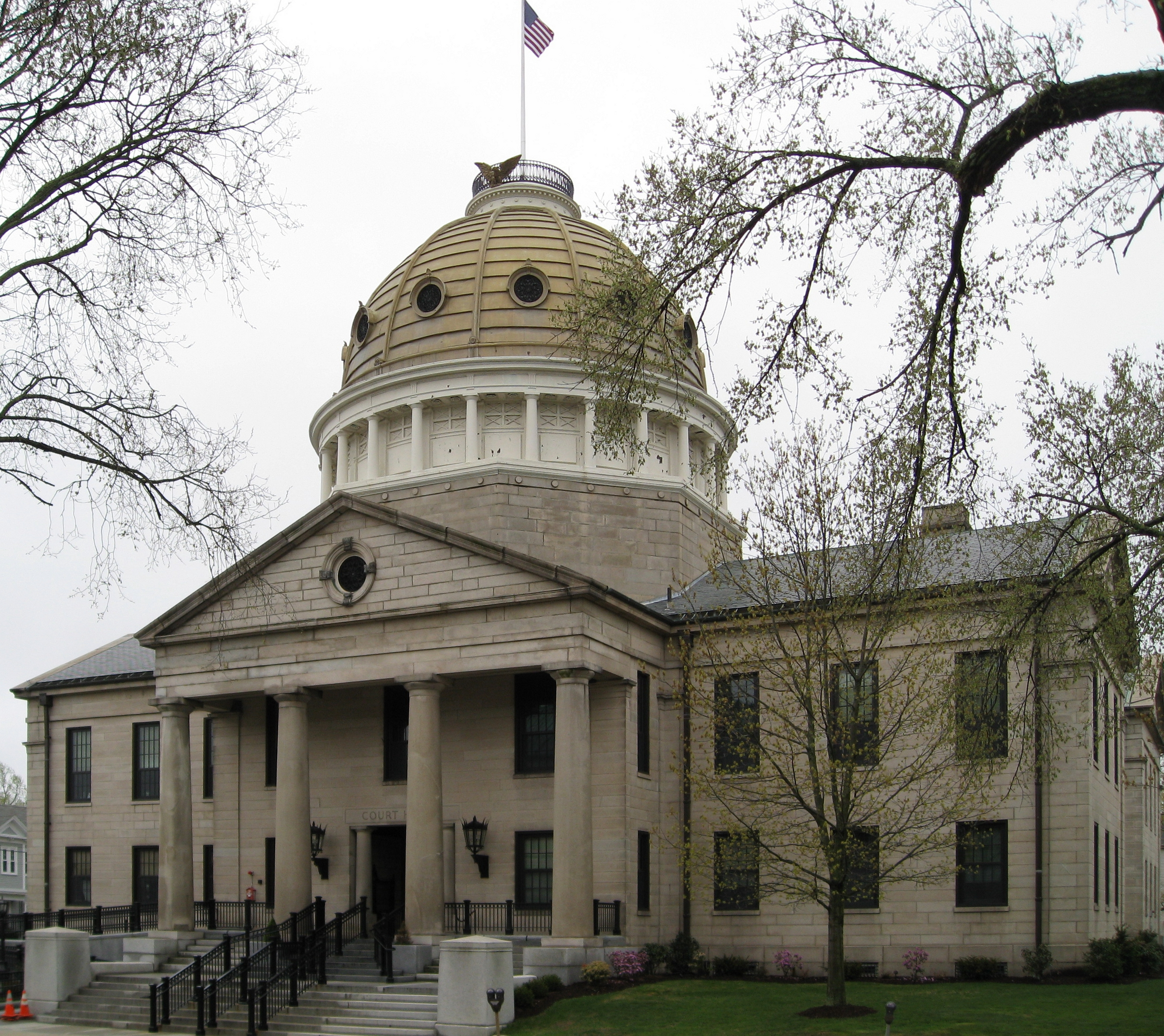
Norfolk megyei bíróság, Dedham (Massachusetts), a második tárgyalás helyszíne

Sacco és Vanzetti 1921. május 31-én a Massachusetts állambeli Norfolk megyei Dedhamben a braintree-i rablás és gyilkosságok miatt került bíróság elé. Ismét Webster Thayer elnökölt; kérte, hogy őt jelöljék ki a tárgyalásra. A Commonwealth részéről ismét Katzmann volt a vádlott. Vanzettit a testvérek, Jeremiah és Thomas McAnraney képviselték. Saccót Fred H. Moore és William J. Callahan képviselte. Moore, a Világ Ipari Munkásai korábbi ügyvédje választása a védelem számára kulcsfontosságú hibának bizonyult. A Kaliforniából származó hírhedt radikális Moore hamar feldühítette Thayer bírót a tárgyalóteremben tanúsított viselkedésével, gyakran levetette a zakóját és egyszer a cipőjét is. Az ügyről tudósító újságírók elképedve hallották, amint Thayer bíró az ebédszünetben kijelentette: „Megmutatom nekik, hogy egy hosszú hajú kaliforniai anarchista nem vezetheti ezt a bíróságot!”, majd később: „Várják meg, míg átadom a vádat az esküdtszéknek. Megmutatom nekik.”
A hatóságok számoltak egy lehetséges bombatámadással, és a dedhami bírósági termet nehéz, acél tolóajtókkal és öntöttvas redőnyökkel szerelték fel, amelyeket úgy festettek le, hogy fából készültnek tűnjenek. A tárgyalás alatt a bíróság épületét minden nap erős rendőri védelem alatt tartották, Saccót és Vanzettit pedig fegyveres őrök kísérték a tárgyalóterembe és onnan ki.
A vádhatóság bizonyítékokra hivatkozott, amelyek szerint Sacco a gyilkosságok napján nem dolgozott egy cipőgyárban; hogy a vádlottak a braintree-i rablás-gyilkosság helyszínének közelében tartózkodtak a gyilkosság reggelén, és azonosították őket, mivel külön-külön és együtt is látták őket; hogy a Buick menekülő autó is a közelben volt, és hogy Vanzetti a közelben és benne volt; hogy Saccót látták a gyilkosságok helyszíne közelében, mielőtt azok megtörténtek, és látták, amint Berardellire lőtt, miután Berardelli elesett, és hogy ez a lövés okozta a halálát; hogy a gyilkosságok helyszínén használt töltényhüvelyek maradtak, amelyek közül néhányról megállapítható volt, hogy egy . 32 pisztolyból lőtték ki, amelyet később Saccónál találtak; hogy a gyilkosságok helyszínén találtak egy sapkát, amelyről a tanúk megállapították, hogy hasonlít ahhoz, amelyet Sacco korábban viselt; és hogy mindkét férfi olyan anarchista sejtek tagja volt, amelyek erőszakot, többek között merényleteket is támogattak. A vád által megidézett fontosabb tanúk között volt Carlos E. Goodridge üzletkötő, aki azt állította, hogy amikor a menekülő autó huszonöt méterre közeledett hozzá, az autó egyik utasa, akit Saccóként azonosított, fegyvert fogott feléje.
A tárgyalás nagy része a tárgyi bizonyítékokra, nevezetesen a töltényekre, a fegyverekre és a sapkára összpontosított. A vád tanúi azt vallották, hogy a III. golyó, a Berardellit halálosan megsebesítő .32-es kaliberű lövedék egy már nem gyártott Winchester .32 Auto tölténytöltetből származott, amely annyira elavult, hogy az egyetlen hasonló lövedék, amelyet bárki meg tudott találni az összehasonlításhoz, azok voltak, amelyeket a Sacco zsebében lévő töltények közt találtak.
A bíróságon Katzmann kerületi ügyész két igazságügyi fegyverszakértőt, Charles Van Amburgh kapitányt a Springfield Armory-tól és William Proctor kapitányt a massachusettsi állami rendőrségtől, akik azt vallották, hogy szerintük a Berardelli testéből előkerült négy golyó közül a III. golyó — a halálos golyó — a Sacco .32-es Colt automata pisztolyából kilőtt golyókon találtakkal megegyező csőnyomokat mutatott. Cáfolatként a védelem két igazságügyi fegyverszakértője azt vallotta, hogy a III. golyó nem egyezik a Sacco Coltjából származó tesztgolyók egyikével sem. A tárgyalás után Proctor kapitány aláírt egy eskü alatt tett nyilatkozatot, amelyben kijelentette, hogy nem tudta egyértelműen azonosítani Sacco .32-es Coltját, mint az egyetlen pisztolyt, amelyből a III. golyót kilőhették. Ez azt jelentette, hogy a III. golyót az akkor forgalomban lévő 300 000 .32-es Colt Automatic pisztoly bármelyikéből kilőhették. A lövöldözés valamennyi szemtanúja azt vallotta, hogy látták, amint az egyik fegyveres négyszer lőtt Berardellire, a védelem azonban soha nem kérdőjelezte meg, hogy az elhunyt őrben talált négy golyó közül csak egyet azonosítottak, amelyet Sacco Coltjából lőttek ki.
Vanzetti ellen a Massachusetts állambeli bűntett-gyilkosság szabálya alapján indult eljárás, és a vád több tanú vallomása alapján próbálta őt a braintree-i rablásba belekeverni: egy tanú azt vallotta, hogy ő ült a menekülő autóban, mások pedig azt állították, hogy a rablás idején látták Vanzettit a braintree-i gyár közelében. Nincs közvetlen bizonyíték, amely Vanzetti .38-as, nikkelezett Harrington & Richardson ötlövetű revolverét a tetthelyhez kötné, kivéve azt a tényt, hogy típusát és kinézetét tekintve azonos volt azzal, amely a megölt őr, Berardelli tulajdonában volt, és amely hiányzott a tetthelyről. Az áldozatoknál talált mind a hat golyó 32-es kaliberű volt, és legalább két különböző félautomata pisztolyból lőtték ki őket.
Az ügyészség azt állította, hogy Vanzetti 38-as revolvere eredetileg a megölt Berardellié volt, és hogy a rablás során vették el a tőle. Senki sem tanúskodott arról, hogy látta volna, hogy valaki elvitte volna a fegyvert, de Berardellinél üres volt a pisztolytáska, és nem volt nála fegyver, amikor megtalálták. Ráadásul a bérszámfejtő lelövésének szemtanúi elmondták, hogy Berardelli a csípőjén lévő fegyveréért nyúlt, amikor a rablók pisztolytüze leterítette.
Katzmann kerületi ügyész rámutatott, hogy Vanzetti a letartóztatásakor hazudott, amikor a nála talált 38-as revolverről nyilatkozott. Azt állította, hogy a revolver a sajátja volt, és önvédelmi célból viselte, a rendőrségnek azonban tévesen hatlövetű revolverként írta le, nem pedig ötlövetűként. Vanzetti azt is elmondta a rendőröknek, hogy csak egy doboz töltényt vásárolt a pisztolyhoz, mind ugyanazt a márkát, a revolvere azonban öt különböző márkájú .38-as tölténnyel volt megtöltve. Letartóztatásakor Vanzetti azt is állította, hogy a fegyvert egy boltban vette (de nem emlékezett, melyikben), és hogy 18 vagy 19 dollárba került (a tényleges piaci érték háromszorosába). Hazudott arról, hogy honnan szerezte be a revolverben talált 38-as töltényeket.
Az ügyészség nyomon követte Berardelli .38-as Harrington & Richardson (H&R) revolverének történetét. Berardelli felesége azt vallotta, hogy ő és férje néhány héttel a gyilkosság előtt adták le a fegyvert javításra a bostoni Iver Johnson Co.-nál. Az Iver Johnson javítóműhely művezetője szerint Berardelli revolvere egy 94765-ös számú javítócédulát kapott, és ezt a számot a javítási naplóban a következő megjegyzéssel jegyezték be: „H. & R. revolver, .38-as kaliber, új ütőszeg, javítás, fél óra”. A bolt könyveiben azonban nem tüntették fel a fegyver sorozatszámát, és a kalibert nyilvánvalóan tévesen .32-esnek jelölték .38-as kaliber helyett. A műhelyvezető azt vallotta, hogy Berardelli Harrington & Richardson revolverébe új rugót és ütőszeget tettek. A fegyvert reklamálták, és a félórás javítást kifizették, bár a dátumot és a reklamáló személyét nem jegyezték fel Miután megvizsgálta Vanzetti 38-as revolverét, a művezető azt vallotta, hogy Vanzetti fegyverén új csere-ütőszeg volt, amely megegyezett a Berardelli revolverén elvégzett javítással. A művezető elmondta, hogy a műhelyben mindig napi 20-30 revolver javításával voltak elfoglalva, ami miatt nagyon nehéz volt megjegyezni az egyes fegyvereket, vagy megbízható nyilvántartást vezetni arról, hogy a tulajdonosok mikor vették át őket.[25] De azt mondta, hogy a nem igényelt fegyvereket Iver Johnson minden év végén eladta, és a boltban nem volt feljegyzés Berardelli revolverének nem igényelt fegyvereladásáról. Annak alátámasztására, hogy Berardelli visszaszerezte revolverét a javítóműhelyből, a vád tanút idézett, aki azt vallotta, hogy látta Berardellit egy 38-as nikkelezett revolverrel a kezében a braintree-i rablást megelőző szombat este.
Miután meghallgatták a szerviz alkalmazottjának vallomását, miszerint „a szervizben nem volt feljegyzés arról, hogy Berardelli átvette volna a fegyvert, a fegyver nem volt a szervizben, és nem is adták el”, a védelem tanúk padjára ültette Vanzettit, aki azt vallotta, hogy „valójában néhány hónappal korábban vásárolta a fegyvert Luigi Falzini anarchista társától öt dollárért” — ami ellentmond annak, amit a letartóztatásakor a rendőrségnek mondott. Ezt Luigi Falzini (Falsini), Vanzetti barátja és galleanista társa is megerősítette, aki azt állította, hogy miután megvásárolta a 38-as revolvert egy bizonyos Riccardo Orcianitól, eladta azt Vanzettinek. A védelem két szakértő tanút is beidézett, egy Burns és egy Fitzgerald urakat, akik mindketten azt vallották, hogy a Vanzetti birtokában talált revolverbe soha nem szereltek új rugót és ütőszeget.
A kerületi ügyész utolsó tárgyi bizonyítéka egy lelógó fülű sapka volt, amelyről azt állították, hogy Saccoé volt. Sacco felpróbálta a sapkát a bíróságon, és két újság rajzolója szerint, akik másnap karikatúrákat közöltek róla, túl kicsi volt, magasan ült a fején. Katzmann azonban ragaszkodott hozzá, hogy a sapka Saccóra illett, és mivel megjegyezte, hogy a sapka hátulján lyuk van, ahová Sacco minden nap felakasztotta a sapkát egy szögre, továbbra is az övé volt, és a későbbi fellebbezések elutasításakor Thayer bíró gyakran hivatkozott a sapkára, mint lényeges bizonyítékra. Az 1927-es Lowell-bizottsági vizsgálat során azonban Braintree rendőrfőnöke elismerte, hogy ő tépte fel a sapkát, amikor egy teljes nappal a gyilkosságok után megtalálta azt a helyszínen. Kételkedve abban, hogy a sapka Saccóé volt, a főnök azt mondta a bizottságnak, hogy az nem feküdhetett az utcán „harminc órán keresztül az állami rendőrség, a helyi rendőrség és két-háromezer ember jelenlétében”.
A vád tanúit, akik azonosították Saccót a bűncselekmény helyszínén, ellentmondás övezte. Egyikük, egy Mary Splaine nevű könyvelő pontosan leírta Saccót, mint azt a férfit, akit a menekülő autóból lövöldözni látott. Felix Frankfurter beszámolójából a The Atlantic Monthly cikkéből:
A helyszínt hatvan és nyolcvan láb közötti távolságból szemlélve egy számára korábban ismeretlen férfit látott egy autóban, amely óránként tizenöt és tizennyolc mérföld közötti sebességgel haladt, és csak körülbelül harminc lábnyi távolságra látta a férfit — vagyis másfél és három másodpercig.
A keresztkérdések során azonban kiderült, hogy Splaine a vizsgálat során nem tudta azonosítani Saccót, de több mint egy évvel később nagy részletekre emlékezett Sacco megjelenésével kapcsolatban. Míg néhányan mások Saccót vagy Vanzettit jelölték meg, mint a bűncselekmény helyszínén látott férfiakat, sokkal több tanú — mind a vád, mind a védelem részéről — nem tudta azonosítani őket.
Az ítélet meghozatalában szerepet játszhatott a vádlottak radikális politikája. Thayer bíró, bár az anarchisták esküdt ellensége volt, figyelmeztette a védelmet, hogy ne hozzák be az anarchizmust a perbe. Fred Moore védőügyvéd mégis úgy érezte, hogy Saccót és Vanzettit is tanúként kell idéznie, hogy megmagyarázzák, miért voltak teljesen felfegyverkezve letartóztatásukkor. Mindkét férfi azt vallotta, hogy elfogásukkor radikális irodalmat gyűjtöttek, és hogy féltek egy újabb kormányzati kitoloncolási razziától. Mégis mindketten ártottak az ügyüknek a radikális politikáról szóló elkalandozó beszédekkel, amelyeket az ügyészség kigúnyolt. A vád azt is előhozta, hogy mindkét férfi 1917-ben Mexikóba menekült a sorozás elől.
Az esküdtszék végül bűnös ítéletet hozott.[83] Az ítéletek és a halálos ítéletek valószínűsége azonnal felkavarta a nemzetközi közvéleményt. Tüntetéseket tartottak 60 olasz városban, és levelek özöne érkezett a párizsi amerikai nagykövetségre. Ezt követően számos latin-amerikai városban is tüntetések zajlottak. Anatole France, az Alfred Dreyfusért folytatott kampány veteránja és az 1921-es irodalmi Nobel-díj kitüntetettje „Felhívást írt az amerikai néphez”: "Sacco és Vanzetti halála mártírrá teszi őket, és szégyennel borítja be önöket. Nagyszerű nép vagytok. Igazságos népnek kellene lennetek".

#### Esküdtszék
A 12 esküdtet a hathetes tárgyalás teljes időtartama alatt elkülönítették a bíróság épületében. A bíróság épületének esküdtszéki termében priccseken aludtak, és a börtön alagsorában fürödtek. Július 4-e alkalmából a massachusettsi Scituate-be vitték őket, ahol homárvacsorát kaptak.
Ahhoz, hogy teljes esküdtszéket kapjanak, a bírósági tisztviselőknek rendkívüli erőfeszítéseket kellett tenniük. Több mint 600 férfit hallgattak ki, és az elutasítás leggyakoribb oka az volt, hogy ellenzik a halálbüntetést. Az egyik férfi, egy cukorkakereskedő, megpróbálta süketnek tettetni magát, hogy megússza az esküdtszéki tagságot. Amikor a bíró által feltett kérdésre válaszolva lebukott, Sacco és Vanzetti nevetőgörcsöt kapott.
Miután 500 potenciális esküdtet hallgattak ki, de csak hetet választottak ki, a Norfolk megyei seriff hivatalának képviselői munkahelyekre, klubgyűlésekre, koncertekre és máshová mentek ki, hogy további potenciális esküdteket hozzanak be. Az egyik férfit, akit végül kiválasztottak, az esküvői vacsoráról hozták el. A quincyi férfinak a tárgyalás utánra kellett halasztania a nászútját.

## Védelmi bizottság

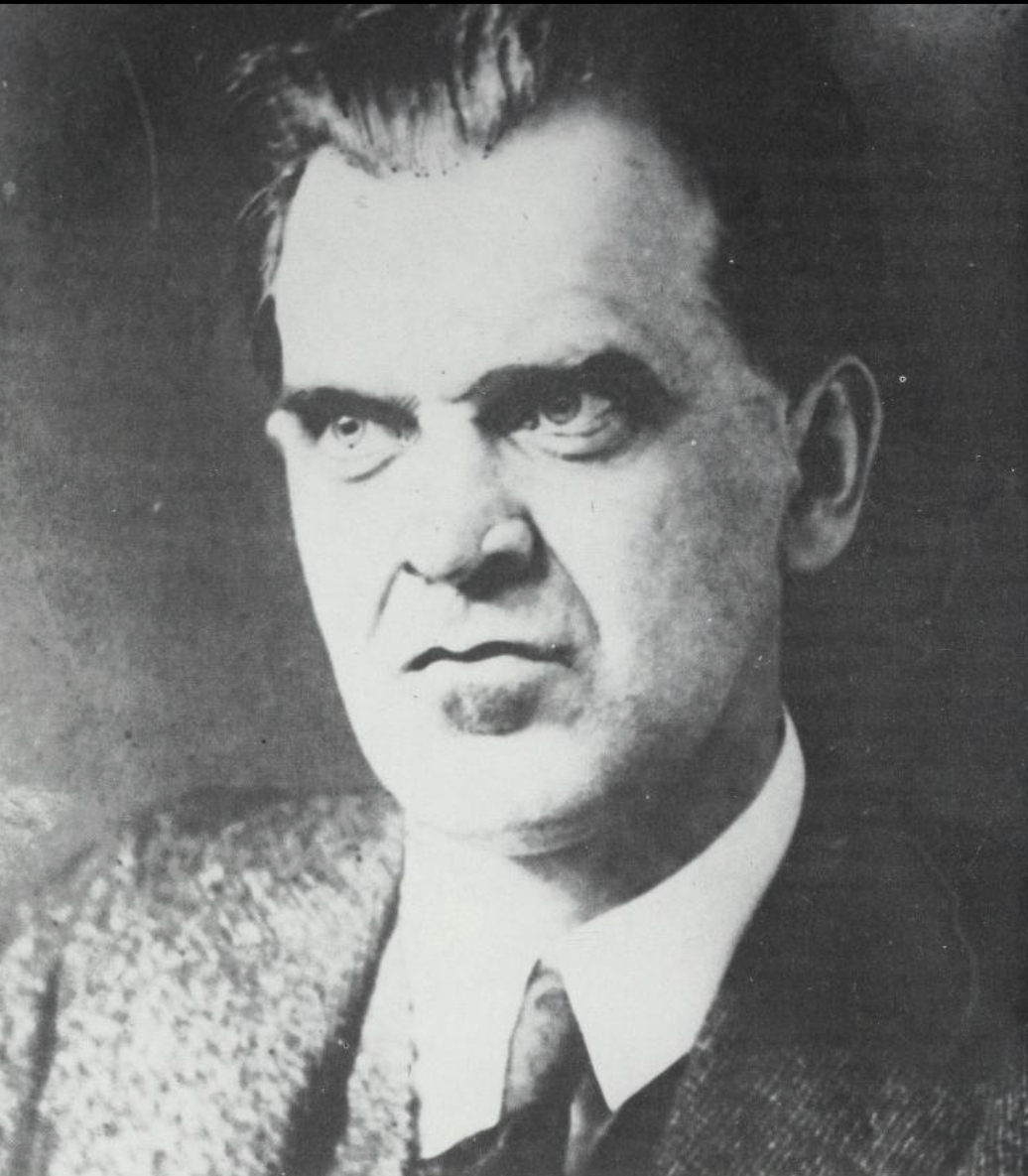
Fred Moore védőügyvéd

1921-ben az ország nagy része még nem hallott Saccóról és Vanzettiről. A New York Times harmadik oldalán jelent meg rövid említés az ítéletről. Moore védőügyvéd radikalizálta és politizálta az eljárást Sacco és Vanzetti anarchista meggyőződésének megvitatásával, és megpróbálta azt sugallni, hogy elsősorban politikai meggyőződésük miatt vonták őket felelősségre, és a per része volt a kormány tervének, hogy megállítsák az anarchista mozgalmat az Egyesült Államokban. Erőfeszítései segítettek felkelteni a támogatókat, de olyan költséges volt, hogy végül elbocsátották a védőcsapatból.
A Sacco-Vanzetti Védelmi Bizottság 1920. május 9-én, közvetlenül a letartóztatások után alakult meg anarchista társak egy csoportja, élén Vanzetti 23 éves barátjával, Aldino Felicanival. A következő hét év során 300 000 dollárt gyűjtött össze. Fred Moore védőügyvéd annak pénzeszközeiből finanszírozta vizsgálatait. A nézeteltérések akkor merültek fel, amikor Moore megpróbálta megállapítani, hogy ki követte el a braintree-i bűntényeket, az anarchisták ellenvetéseire hivatkozva, miszerint a kormány munkáját végzi. Miután a bizottság William G. Thompsont bízta meg a jogi védelem irányításával, ő tiltakozott a propagandatevékenység ellen.
A Védelmi Bizottság egyik publicistája cikket írt az első tárgyalásról, amely a The New Republicban jelent meg. 1920-1921 telén a Védelmi Bizottság minden héten küldött történeteket a szakszervezeti kiadványoknak. Olyan címekkel, mint Fangs at Labor's Throat (Agyarak a munka torkán), röpiratokat készített, néha több ezer példányban nyomtatva. Előadókat küldött a gyárvárosok és bányatáborok olasz közösségeibe. A bizottság végül az anarchista mozgalmon kívüli munkatársakat is felvett, nevezetesen Mary Donovant, aki szakszervezeti vezetőként és Sinn Féin-szervezőként szerzett tapasztalatokat. 1927-ben ő és Felicani közösen felvették Gardner Jacksont, a Boston Globe gazdag családból származó riporterét, hogy kezelje a nyilvánosságot, és közvetítsen a bizottság anarchistái és a liberálisabb politikai nézeteket valló, egyre növekvő számú támogatói között, akik között szocialisták, ügyvédek és értelmiségiek is voltak.
Jackson olyan jól áthidalta a radikálisok és a társadalmi elit közötti szakadékot, hogy Sacco néhány héttel a kivégzése előtt köszönetet mondott neki:
„Egy szív vagyunk, de sajnos két különböző osztályt képviselünk. ... De valahányszor a felsőbb osztály egyikének szíve egyesül a kizsákmányolt munkásokkal az igazukért folytatott harcban, az emberi érzésben spontán vonzalom és testvéri szeretet érződik egymás iránt.”
A neves amerikai író, John Dos Passos csatlakozott a bizottsághoz, és megírta az ügy 127 oldalas hivatalos értékelését: Facing the Chair: Story of Americanization of Two Foreignborn Workmen (Szembenézés a székkel: Két külföldön született munkás amerikanizálódásának története). Dos Passos arra a következtetésre jutott, hogy „aligha lehetséges”, hogy Sacco osztályharc keretében követett el gyilkosságot, de a lágyszívű Vanzetti egyértelműen ártatlan volt. „Senki épeszű ember, aki ilyen bűntényt tervezne, nem vinne magával egy ilyen embert” – írta Dos Passos Vanzettiről. A kivégzések után a bizottság folytatta munkáját, és segített összegyűjteni az anyagot, amely végül The Letters of Sacco and Vanzetti (Sacco és Vanzetti levelei) címmel jelent meg.

## Új tárgyalásra vonatkozó indítványok
Thayer bíró több új eljárásra irányuló külön indítványt is elutasított. Az egyik indítvány, az úgynevezett Hamilton-Proctor indítvány, a vád és a védelem szakértő tanúi által bemutatott ballisztikai bizonyítékokra vonatkozott. A vád lőfegyver-szakértője, Charles Van Amburgh az indítványra való felkészülés során újra megvizsgálta a bizonyítékokat. 1923-ra a lövedék-összehasonlító technológia némileg fejlődött, és Van Amburgh fényképeket nyújtott be a Sacco 32-es Coltjából kilőtt lövedékekről, hogy alátámassza azt az érvelést, hogy azok megegyeznek a Berardelli halálát okozó lövedékkel. Válaszul a védelem ellentmondásos önjelölt „lőfegyver-szakértője”, Albert H. Hamilton a bíróságon bemutatót tartott, amelyen két vadonatúj, Hamilton tulajdonában lévő .32-es kaliberű Colt automata pisztolyt, valamint Sacco azonos gyártmányú és kaliberű .32-es Coltját használták. Thayer bíró és mindkét fél ügyvédjei előtt Hamilton szétszedte mindhárom pisztolyt, és a főbb alkatrészeket — a csövet, a csőperselyt, a visszarúgó rugót, a vázat, a zárat és a tárat — három kupacba rakta maga elé az asztalra. Elmagyarázta az egyes alkatrészek funkcióit, és elkezdte bemutatni, hogyan cserélhetők fel az egyes alkatrészek, és közben mindhárom pisztoly alkatrészeit összekeverte. Thayer bíró megállította Hamiltont, és követelte, hogy rakja össze Sacco pisztolyát a megfelelő alkatrészekből.
Más indítványok az esküdtszék vezetőjére és a vád ballisztikai szakértőjére vonatkoztak. 1923-ban a védelem benyújtotta az esküdtszéki elnök egyik barátjának eskü alatt tett nyilatkozatát, aki megesküdött, hogy a tárgyalás előtt az esküdtszéki elnök állítólag azt mondta Saccóról és Vanzettiről: „A fenébe velük, úgyis fel kellene őket akasztani!”. Ugyanebben az évben a védelem felolvasta a bíróságnak William Proctor százados (aki nem sokkal a tárgyalás befejezése után meghalt) eskü alatt tett nyilatkozatát, amelyben Proctor kijelentette, hogy nem tudja megmondani, hogy a III. golyót Sacco 32-es Colt pisztolyával lőtték-e ki. A fellebbviteli tárgyalás befejezéseként Thayer 1924. október 1-jén elutasította az új eljárásra irányuló valamennyi indítványt.
Néhány hónappal később, 1924 februárjában Thayer bíró felkérte a vád egyik lőfegyver-szakértőjét, Charles Van Amburgh kapitányt, hogy vizsgálja meg újra Sacco Coltját, és állapítsa meg annak állapotát. Katzmann kerületi ügyész jelenlétében Van Amburgh elvette a fegyvert a jegyzőtől, és elkezdte szétszedni. Van Amburgh gyorsan észrevette, hogy Sacco fegyverének csöve vadonatúj volt, mivel még mindig a gyártó rozsda elleni védőszerével volt bevonva. Thayer bíró magánmeghallgatásokat kezdett annak megállapítására, hogy ki babrált a bizonyítékokkal, amikor kicserélte Sacco fegyverének csövét. A három héten át tartó meghallgatások során Albert Hamilton és Van Amburgh kapitány egymás tekintélyét vitatva küzdöttek meg egymással. A tanúvallomások arra utaltak, hogy Sacco fegyverével nem bántak túl nagy gondossággal, és gyakran szétszedték ellenőrzés céljából. Az új védőügyvéd, William Thompson ragaszkodott ahhoz, hogy az ő oldalán senki sem cserélhette volna ki a csöveket, „hacsak nem akarták hurokba fűzni a nyakukat”. Albert Hamilton megesküdött, hogy csak akkor szedte szét a fegyvert, amikor Thayer bíró figyelte. Thayer bíró nem állapította meg, hogy ki cserélte ki a .32-es Colt csöveket, de elrendelte a rozsdás cső visszaszállítását Sacco Coltjához. A tárgyalás befejezése után, Thayer bírónak be nem jelentett módon, Van Amburgh kapitány Sacco és Vanzetti fegyvereit, valamint a bűncselekményben részt vevő töltényeket és töltényhüvelyeket saját otthonába vitte, ahol egészen addig őrizte őket, amíg a Boston Globe egy leleplező cikke fel nem fedte a hűtlen kezelést 1960-ban. Eközben Van Amburgh azzal erősítette saját hitelességét, hogy cikket írt az ügyről a True Detective Mysteries számára. Az 1935-ös cikk azt állította, hogy a fegyvercsőcsere felfedezése előtt Albert Hamilton megpróbált kisétálni a tárgyalóteremből Sacco fegyverével, de Thayer bíró megállította. Bár az ügy több történésze, köztük Francis Russell is tényként közölte ezt a történetet, a fegyvercsőcseréről szóló zártkörű meghallgatás jegyzőkönyvében sehol sem említik ezt az esetet. Ugyanabban az évben, amikor a True Detective cikke megjelent, az ügy ballisztikájáról szóló tanulmány megállapította, hogy „ami szinte kétségbevonhatatlan bizonyíték lehetett volna, azt valójában a szakértők baklövései több mint használhatatlanná tették”.

## Fellebbezés a Legfelsőbb Bírósághoz
A védelem fellebbezett a Thayer által elutasított indítványok ellen a Legfelsőbb Bírósághoz (SJC), az állami igazságszolgáltatási rendszer legmagasabb szintjéhez. Mindkét fél 1926. január 11-13-án ismertette érveit az öt bíró előtt. Az SJC 1926. május 12-én egyhangú döntést hozott, amelyben helybenhagyta Thayer bíró döntéseit. A Bíróságnak nem volt hatásköre a tárgyalási jegyzőkönyv egészének áttekintésére vagy az ügy méltányosságának megítélésére. Ehelyett a bírák csak azt vizsgálták, hogy Thayer visszaélt-e mérlegelési jogkörével a tárgyalás során. Thayer később azt állította, hogy az SJC „jóváhagyta” az ítéleteket, ami ellen az alperesek szószólói úgy tiltakoztak, mint a Bíróság döntésének félreértelmezése, amely csak „nem talált hibát” az egyes döntéseiben.

## Medeiros vallomása
1925 novemberében Celestino Medeiros, egy gyilkosságért bírósági tárgyalásra váró volt elítélt beismerte a braintree-i bűncselekmények elkövetését. Felmentette Saccót és Vanzettit az abban való részvétel alól. Májusban, miután az SJC elutasította a fellebbezést, és Medeirost elítélték, a védelem utánajárt Medeiros története részleteinek. A rendőrségi kihallgatások a Rhode Island-i Providence-ben működő Morelli bandához vezettek. Kidolgoztak egy alternatív elméletet a bűncselekményről, amely a banda cipőgyár-rablásokon alapuló múltján, a Braintree-ben használt autóhoz hasonló autóval való kapcsolaton és más részleteken alapult. A bandavezér Joe Morelli feltűnően hasonlított Saccóra.
A védelem 1926. május 26-án Medeiros vallomására hivatkozva új eljárásra irányuló indítványt nyújtott be. Kérelmük alátámasztására 64 eskü alatt tett nyilatkozatot csatoltak. Az ügyészség 26 eskü alatt tett vallomással válaszolt. Amikor Thayer 1926. szeptember 13. és 17. között meghallgatta az érveket, a védelem a Medeiros-Morelli elméletükkel együtt azzal vádolta, hogy az amerikai igazságügyi minisztérium azzal segítette a vádat, hogy visszatartotta az ügy saját nyomozása során szerzett információkat. William Thompson ügyvéd kifejezetten politikai támadást intézett: „Egy olyan kormány, amely saját titkait többre értékeli, mint polgárai életét, zsarnoksággá vált, akár köztársaságnak, akár monarchiának, akár bármi másnak nevezzük!”. Thayer bíró 1926. október 23-án elutasította az új eljárásra irányuló kérelmet. Miután Medeiros szavahihetősége ellen érvelt, a védelemnek a szövetségi kormánnyal szembeni állításaira tért ki, mondván, hogy a védelem „egy újfajta betegségben szenved, ... egy olyan dolog létezésében való hitben, amelynek valójában és igazából nincs is ilyen létezése”.
Három nappal később a Boston Herald Thayer döntésére reagálva megváltoztatta régóta fennálló álláspontját, és új tárgyalást követelt. A „We Submit” című vezércikk szerzője Pulitzer-díjat kapott. Más újságok nem követték ezt a példát.

## Második fellebbezés a Legfelsőbb Bírósághoz
A védelem azonnal újra fellebbezett a Legfelsőbb Bírósághoz, és 1927. január 27-én és 28-án ismertette érveit. Miközben a fellebbezés elbírálása folyamatban volt, Felix Frankfurter, a Harvard jogi professzora és a Legfelsőbb Bíróság későbbi bírája cikket jelentetett meg az Atlantic Monthlyban, amelyben a perújrafelvétel mellett érvelt. Megjegyezte, hogy a Legfelsőbb Bíróság már az első fellebbezés elbírálásakor is nagyon szűken értelmezte hatáskörét, és felszólította a bíróságot, hogy vizsgálja felül az ügy teljes jegyzőkönyvét. Felhívta a figyelmüket Thayer hosszú nyilatkozatára, amely a Medeiros-fellebbezés elutasítását kísérte, és amelyet „téves idézetek, félremagyarázások, elhallgatások és csonkítások tárházaként” jellemzett, amely „bizonyítható tévedésekkel van tele”.
Ugyanakkor Calvin Goddard őrnagy ballisztikai szakértő volt, aki úttörő szerepet játszott az összehasonlító mikroszkóp használatában a törvényszéki ballisztikai kutatásban. Felajánlotta, hogy a fegyver és a lövedék törvényszéki bizonyítékok független vizsgálatát végzi el az általa az összehasonlító mikroszkóp használatára kifejlesztett technikák alkalmazásával. Goddard először a védelemnek ajánlotta fel egy új törvényszéki vizsgálat elvégzését, amely elutasította azt, majd a vádnak, amely elfogadta az ajánlatát. Az összehasonlító mikroszkóp segítségével Goddard összehasonlította a III. golyót és a braintree-i lövöldözéskor talált .32 Auto töltényhüvelyt a Sacco .32 Colt automata pisztolyából kilőtt több .32 Auto tesztpatronnal. Goddard arra a következtetésre jutott, hogy a III. golyó nem csak a Sacco 32-es Colt pisztolyának csövén talált huzagolásnyomokkal egyezik meg, hanem a Sacco 32-es Coltjának ütőszege által a Sacco Coltjából próbaképpen kilőtt töltényhüvelyek gyutacsán lévő karcolások is megegyeznek a braintree-i gyilkosság helyszínén talált töltényhüvely gyutacsán lévő karcolásokkal. Az 1935-ben, 1961-ben és 1983-ban végzett kifinomultabb összehasonlító vizsgálatok mindegyike megerősítette azt a véleményt, hogy a vád szerint Berardelli halálát okozó golyó és a bizonyítékként bemutatott egyik töltényhüvely Sacco 32-es Colt automata fegyveréből származik. David E. Kaiser történész azonban a Sacco és Vanzetti ügy új bizonyítékairól szóló könyvében azt írta, hogy a III. golyót és a töltényhüvelyt, ahogyan azt bemutatták, a vádhatóság cserélte ki, és valójában nem a helyszínről származnak.
A Legfelsőbb Bíróság 1927. április 5-én elutasította Medeiros fellebbezését. 1927. április 5-én a The New York Times a döntést összefoglalva azt írta, hogy az SJC megállapította, hogy „a bírónak joga volt úgy dönteni, ahogyan döntött”, de az SJC „nem tagadta az új bizonyítékok érvényességét”. Az SJC azt is mondta: „Nem feltétlenül kell új tárgyalást engedélyezni, még akkor sem, ha újonnan felfedezett bizonyítékok állnak rendelkezésre, amelyek, ha az esküdtszék elé kerülnének, más ítéletet indokolnának”.

## Tüntetések és érdekképviselet

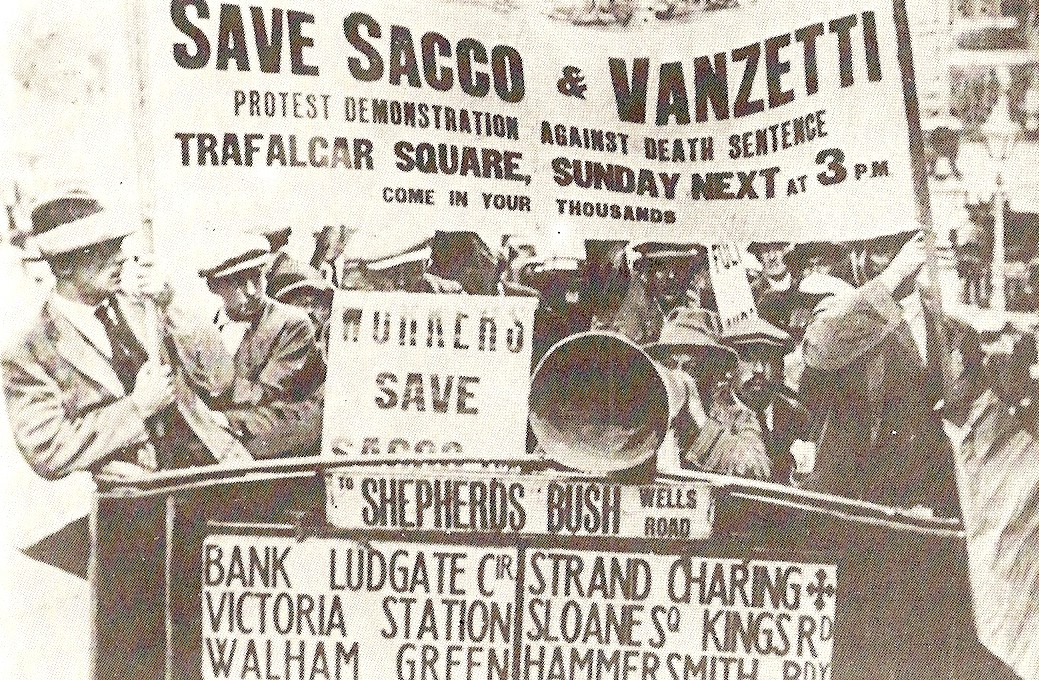
Tiltakozás Sacco és Vanzetti ellen Londonban, 1921

1924-ben Thayer bíró az új eljárásra vonatkozó indítványok elutasítására hivatkozva szembesített egy massachusettsi ügyvédet: „Látta, mit csináltam a minap azokkal az anarchista szemétládákkal?” – mondta a bíró. "Azt hiszem, ez egy darabig elég lesz nekik! Engedjék el őket, és most nézzék meg, mit tudnak kihozni a Legfelsőbb Bíróságból!" A kirohanás egészen 1927-ig titokban maradt, amikor is nyilvánosságra kerülése Sacco és Vanzetti védelmezőinek érveit táplálta. A New York World úgy támadta Thayert, mint „egy izgatott kisembert, aki a nyilvánosságot keresi, és egyáltalán nem ismeri azokat az etikai normákat, amelyeket joggal várhatunk el egy olyan embertől, aki egy főbenjáró ügyben elnököl”.
Sok szocialista és értelmiségi kampányolt a perújrafelvételért, sikertelenül. John Dos Passos újságíróként érkezett Bostonba, hogy tudósítson az ügyről, ott maradt, hogy megírja a Facing the Chair című röpiratot, és 1927. augusztus 10-én letartóztatták egy tüntetésen Dorothy Parker íróval, Powers Hapgood szakszervezeti szervezővel és a Szocialista Párt vezetőjével, valamint Catharine Sargent Huntington aktivistával együtt. Miután letartóztatták, miközben a State House előtt sztrájkolt, Edna St. Vincent Millay költő személyesen könyörgött a kormányzónak, majd fellebbezést írt: "Millió hangon kiáltok hozzád: válaszolj a kételyeinkre ... Massachusettsnek ma este szüksége van egy nagyszerű emberre".
Többek között Albert Einstein, George Bernard Shaw és H. G. Wells is írt Fullernek vagy írt alá petíciót. Az Amerikai Munkásszövetség elnöke a kormányzónak küldött táviratában „a bűncselekmény elkövetése és a bíróság végleges döntése között eltelt hosszú időre”, valamint „a Sacco és Vanzetti által az elmúlt hét évben átélt lelki és fizikai gyötrelmekre” hivatkozott.
Benito Mussolini olasz fasiszta diktátor, aki két anarchista merénylet célpontja volt, diplomáciai csatornákon keresztül csendben érdeklődött, és kész volt arra kérni Fuller kormányzót, hogy változtassa meg az ítéleteket, ha úgy tűnik, hogy kérését teljesítik.
1926-ban egy feltehetően anarchisták által elkövetett bomba lerombolta Samuel Johnson házát, Simon Johnson testvérének és a garázstulajdonosnak a házát, aki Sacco és Vanzetti letartóztatásának éjszakáján kihívta a rendőrséget.
1927 augusztusában az Industrial Workers of the World (IWW) háromnapos országos munkabeszüntetésre szólított fel, hogy tiltakozzon a készülő kivégzések ellen. A legjelentősebb reakciót a coloradói Walsenburg szénbányászati körzetében tapasztalták, ahol 1167 bányászból 1132 vett részt a munkabeszüntetésben. Ez vezetett az 1927-es coloradói szénsztrájkhoz.

## Vádlottak börtönben

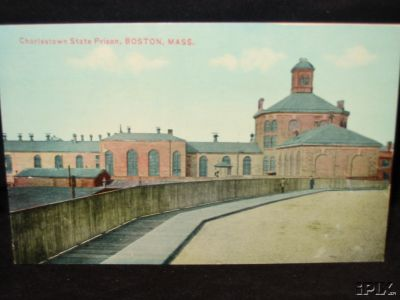
Charlestown Állami Börtön, 1900

Sacco és Vanzetti a maguk részéről úgy tűnt, hogy a dac, a bosszú, a lemondás és a kétségbeesés hangulata váltakozik. A Protesta Umana 1926. júniusi száma, amelyet a Védelmi Bizottságuk adott ki, egy Sacco és Vanzetti által aláírt cikket közölt, amely a kollégáik megtorlására szólított fel. A cikkben Vanzetti azt írta: „Megpróbálom Thayer halálát [sic] látni, mielőtt kimondaná az ítéletünket”, és arra kérte az anarchista társakat, hogy „álljanak bosszút, bosszút a mi nevünkben és a mi élő és halottjaink nevében”. A cikk utalt a La Salute è in voi! című cikkre, amely Galleani bombakészítési kézikönyvének címe. 

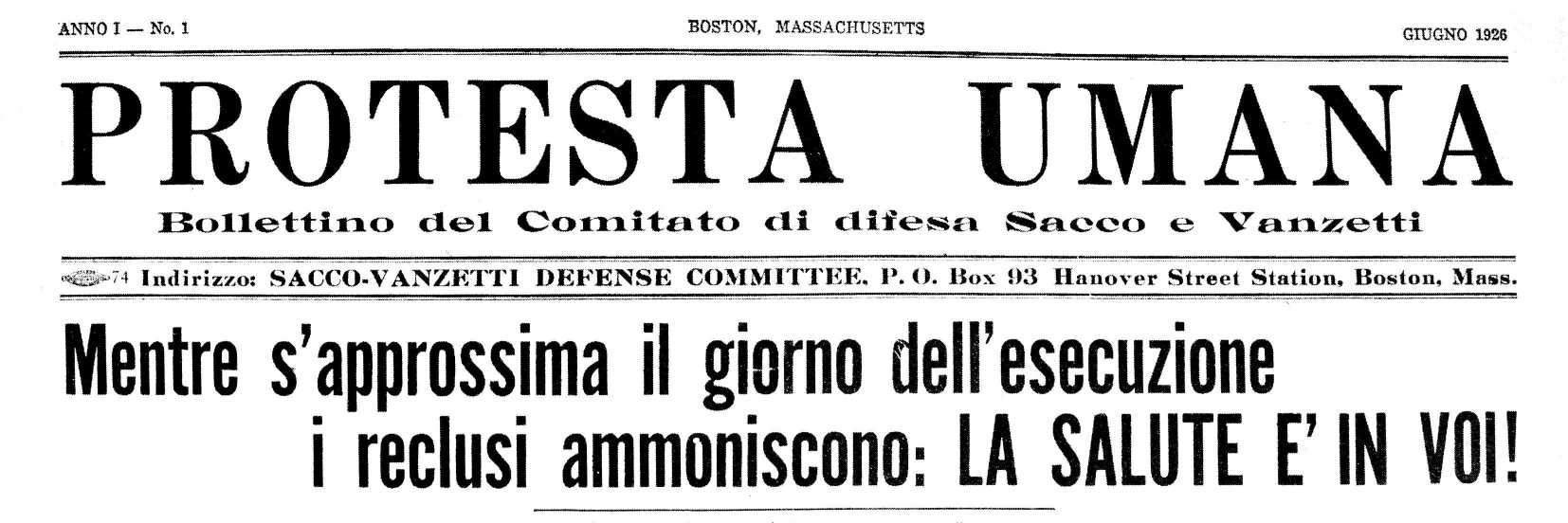
A Sacco-Vanzetti Védelmi Bizottság újsága Sacco és Vanzetti üzenetét közvetíti: "La Salute è in voi!"

Mindketten több tucat levelet írtak, melyekben ártatlanságukat bizonygatták, és azt állították, hogy azért vádolták meg őket, mert anarchisták voltak. A börtönben tanúsított magatartásuk következetesen lenyűgözte az őröket és a börtönfelügyelőket. 1927-ben a dedhami börtön lelkésze azt írta a vizsgálóbizottság vezetőjének, hogy nem látta a bűnösség vagy a megbánás bizonyítékát Sacco részéről. Vanzetti a Charlestown állami börtönben a rabtársakra könyvmoly értelmiségiként tett benyomást, aki képtelen volt erőszakos bűncselekményt elkövetni. John Dos Passos regényíró, aki mindkét férfit meglátogatta a börtönben, megjegyezte Vanzettiről, hogy „senki épeszű ember, aki ilyen bűncselekményt tervezne, nem vinne magával egy ilyen embert”. Vanzetti olyan mértékben fejlesztette angol nyelvtudását, hogy Murray Kempton újságíró később úgy jellemezte őt, mint „századunk legnagyobb angol nyelvű íróját, aki hét év alatt megtanulta a mesterségét, elvégezte a munkáját és meghalt”.
A tárgyalás alatt Louis Brandeis, a Legfelsőbb Bíróság bírája, aki éppen Washingtonban tartózkodott, meghívta Sacco feleségét, hogy szálljon meg nála, a bíróság épületéhez közeli otthonában. Sacco hétéves fia, Dante néha kiállt a börtön előtti járdára, és labdát dobált az apjával a falon keresztül.

## Ítélethozatal
1927. április 9-én Thayer bíró meghallgatta Sacco és Vanzetti utolsó vallomásait. Hosszú beszédében Vanzetti azt mondta:
„Nem kívánom egy kutyának vagy egy kígyónak, a föld legnyomorultabb és legszerencsétlenebb teremtményének, nem kívánom egyiküknek sem azt, amit nekem kellett elszenvednem olyan dolgokért, amelyekben nem vagyok bűnös. De meggyőződésem, hogy szenvedtem olyan dolgokért, amelyekben bűnös vagyok. Szenvedek, mert radikális vagyok, és valóban radikális vagyok; szenvedtem, mert olasz vagyok, és valóban olasz vagyok... ha kétszer kivégezhetnének, és ha még kétszer újjászülethetnék, újra élnék, hogy azt tegyem, amit már megtettem.”
Thayer kijelentette, hogy az ítéletért kizárólag az esküdtszék bűnösségről szóló megállapítása a felelős. „A bíróságnak abszolút semmi köze ehhez a kérdéshez”. Mindegyiküket arra ítélte, hogy a július 10-én kezdődő héten „szenvedjék el a halálbüntetést azáltal, hogy áramot vezetnek át a testükön”. Kétszer elhalasztotta a kivégzés időpontját, amíg a kormányzó elbírálta a kegyelmi kérelmeket.
Május 10-én a bostoni postahivatalban elfogtak egy Fuller kormányzónak címzett bombacsomagot.

## Kegyelmi kérelem és a kormányzó tanácsadó bizottsága

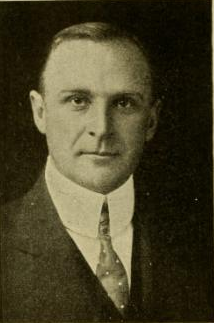
Alvan T. Fuller, Massachusetts kormányzója

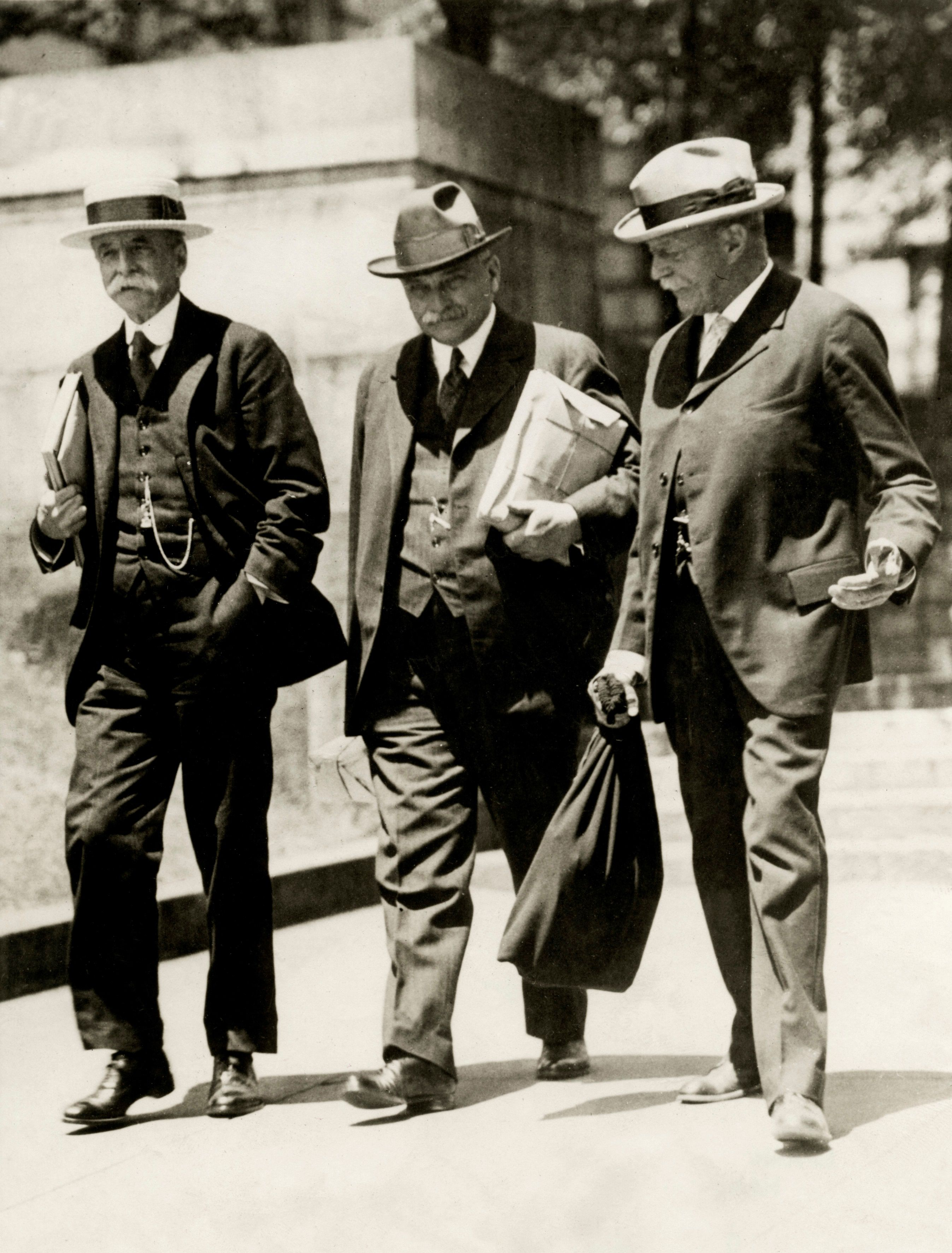
Grant, Stratton és Lowell 1927-ben

Az ítélethirdetést követő nyilvános tüntetések hatására Alvan T. Fuller massachusettsi kormányzó az utolsó pillanatban kegyelmet kért Saccónak és Vanzettinek. 1927. június 1-jén háromtagú tanácsadó bizottságot nevezett ki: Abbott Lawrence Lowell, a Harvard elnöke, Samuel Wesley Stratton, az MIT elnöke és Robert Grant, a hagyatéki bíró. Az volt a feladatuk, hogy vizsgálják felül a tárgyalást, hogy megállapítsák, tisztességes volt-e az eljárás. Lowell kinevezését általában kedvezően fogadták, mert bár a múltjában voltak ellentmondások, időnként független vonásokat is mutatott. A védőügyvédek a lemondást fontolgatták, amikor megállapították, hogy a bizottság elfogult a vádlottakkal szemben, de a vádlottak néhány prominens támogatója, köztük Felix Frankfurter harvardi jogászprofesszor és Julian W. Mack bíró, az amerikai fellebbviteli bíróság bírája meggyőzte őket, hogy maradjanak, mert Lowell „nem volt teljesen reménytelen”.
Az egyik védőügyvéd, bár végső soron nagyon kritikusan szemlélte a bizottság munkáját, úgy vélte, hogy a bizottság tagjai nem igazán voltak alkalmasak a kormányzó által rájuk bízott feladatra:
„A bizottság egyetlen tagja sem rendelkezett azzal az alapvető kifinomultsággal, amely a büntetőügyek tárgyalása során szerzett tapasztalattal jár. ... A bizottság tagjai által a közösségben elfoglalt magas társadalmi pozíciók elfedték azt a tényt, hogy valójában nem voltak alkalmasak a rájuk bízott nehéz feladat elvégzésére.”
Azt is gondolta, hogy a bizottság, különösen Lowell, azt képzelte, hogy friss és erőteljesebb elemzői képességeivel felülmúlhatja azok erőfeszítéseit, akik már évek óta dolgoztak az ügyön, és még olyan bizonyítékokat is találhat a bűnösségre, amelyeket a hivatásos ügyészek elvetettek.
Grant szintén az intézmény egy másik alakja volt, 1893 és 1923 között a hagyatéki bíróság bírája, 1896 és 1921 között a Harvard Egyetem felügyelője, és egy tucatnyi népszerű regény szerzője. Egyesek bírálták Grant kinevezését a bizottságba, egy védőügyvéd szerint „fekete-nyakkendős életfelfogás vette körül”, de Harold Laski egy akkori beszélgetésben „mérsékeltnek” találta őt. Mások idegengyűlöletre utaló bizonyítékokat, „csőcselékre” való utalásokat és különféle faji szidalmakat emlegettek egyes regényeiben. Életrajzírója megengedi, hogy „nem volt jó választás”, nem volt jogtudós, és kora miatt fogyatékos volt. Stratton, az egyetlen tag, aki nem volt „bostoni bráhmin”, a három közül a legkevésbé nyilvánosan szerepelt, és alig szólalt meg a meghallgatások során.
Korábbi fellebbezéseikben a védelem a tárgyalási jegyzőkönyvre korlátozódott. A Kormányzói Bizottság azonban nem bírósági eljárás volt, így Thayer bírónak a tárgyalótermen kívüli megjegyzései felhasználhatók voltak az elfogultságának bizonyítására. Egyszer Thayer azt mondta a riportereknek, hogy „Egyetlen hosszú hajú kaliforniai anarchista sem vezetheti ezt a bíróságot!”. A szemtanúk eskü alatt tett vallomásai szerint Thayer a klubjai tagjait is kioktatta, Saccót és Vanzettit „bolsevikoknak!” nevezte, és azt mondta, hogy „rendesen el fogja kapni őket”. A dedhami tárgyalás első hetében Thayer azt mondta az újságíróknak: "Láttak-e már olyan ügyet, amelyben ennyi szórólapot és körlevelet terjesztettek ... arról, hogy Massachusettsben az emberek nem kaphatnak tisztességes tárgyalást? Várják meg, amíg vádat emelek az esküdtszék előtt, megmutatom nekik!" 1924-ben Thayer szembeszállt egy massachusettsi ügyvéddel Dartmouthban, az alma materében, és azt mondta: "Láttad, mit csináltam azokkal az anarchista szemetekkel a minap. Azt hiszem, ez egy darabig el fogja őket tartani. ... Menjenek most a Legfelsőbb Bíróságra, és lássuk, mit tudnak kihúzni belőlük". A bizottság tudott arról, hogy az ítélethirdetést követően a Boston Globe riportere, Frank Sibley, aki a perről tudósított, tiltakozó levelet írt a massachusettsi főügyésznek, amelyben elítélte Thayer kirívó elfogultságát. Thayer viselkedése a tárgyalóteremben és azon kívül is közügy lett, a New York World pedig úgy támadta Thayert, mint „egy izgatott kisembert, aki a nyilvánosságot keresi, és egyáltalán nem ismeri azokat az etikai normákat, amelyeket joggal várhatunk el egy olyan embertől, aki egy főbenjáró ügyben elnököl”.
1927. július 12-13-án, miután a védelem lőfegyver-szakértője, Albert H. Hamilton tanúvallomást tett a bizottság előtt, a massachusettsi ügyészhelyettes, Dudley P. Ranney megragadta a lehetőséget, hogy keresztkérdéseket tegyen fel Hamiltonnak. Eskü alatt tett nyilatkozatokat, amelyekben megkérdőjelezte Hamilton megbízólevelét, valamint a Charles Stielow New York-i perében nyújtott teljesítményét, amelyben Hamilton tanúvallomása, amely összekapcsolta a puskapornyomokat az áldozat megöléséhez használt golyóval, majdnem villamosszékbe juttatott egy ártatlan embert. A bizottság meghallgatta Braintree rendőrfőnökét is, aki elmondta, hogy 24 órával azután, hogy a menekülő autó elmenekült a helyszínről, megtalálta a sapkát a Pearl Streeten, amelyet Sacco állítólag a bűncselekmény során ejtett el. A főnök kétségbe vonta, hogy a sapka Saccóé volt, és az egész tárgyalást „a legnagyobb hazugságok versenyének” nevezte.
Két hét tanúmeghallgatás és a bizonyítékok áttekintése után a bizottság megállapította, hogy a tárgyalás tisztességes volt, és új eljárás lefolytatása nem indokolt. Értékelték a Thayer elleni vádakat is. Kritikájuk – Grant bíró által megadott szavakkal – egyenes volt: „Nem lett volna szabad az ügyről a bírói padon kívül beszélnie, és ezzel súlyosan megsértette a bírói illemszabályokat”. De a kijelentéseivel kapcsolatos vádak egy részét is hihetetlennek vagy eltúlzottnak találták, és megállapították, hogy bármi, amit mondott, nem volt hatással a tárgyalásra. A testület a tárgyalási jegyzőkönyv elolvasása során meggyőződött arról, hogy Thayer „igyekezett lelkiismeretesen tisztességes lenni”. A bizottság arról is beszámolt, hogy az esküdtek szinte egyhangúlag dicsérték Thayer pervezetését.
Egy védőügyvéd később sajnálkozva jegyezte meg, hogy a bizottság jelentésének nyilvánosságra hozatala „hirtelen elfojtotta a feltörő kétségeket a New England-i véleményformálók körében”. Az elítéltek támogatói megrótták a bizottságot. Harold Laski azt mondta Holmesnak, hogy a bizottság munkája megmutatta, hogy Lowell „osztályához való hűsége ... meghaladta a logikáról és igazságosságról alkotott elképzeléseit”.
William G. Thompson és Herbert B. Ehrmann védőügyvédek 1927 augusztusában lemondtak az ügyről, helyükre Arthur D. Hill lépett.

## Kivégzés és temetés

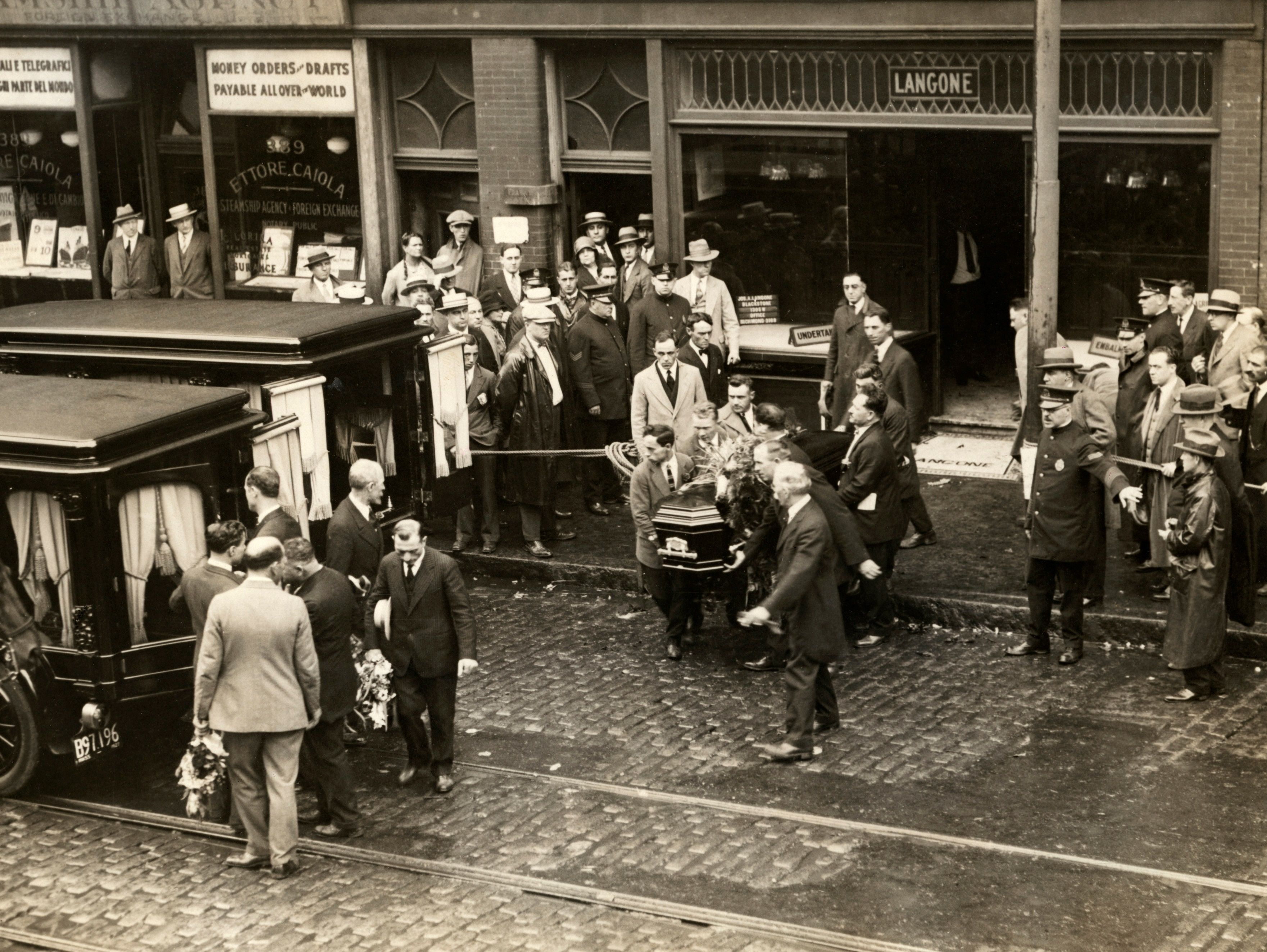
Sacco és Vanzetti koporsóinak kivitele a bostoni temetőből.

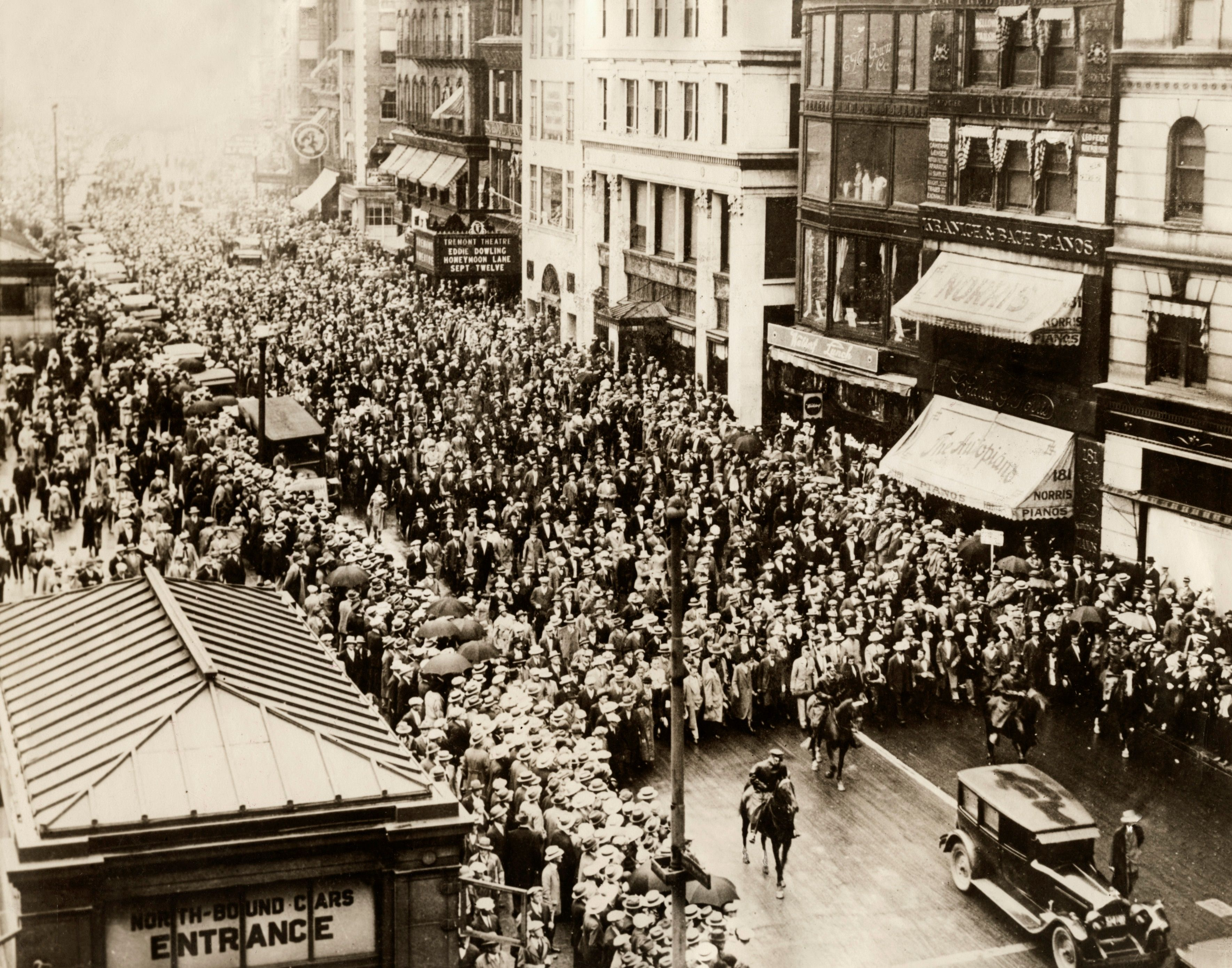
Több ezer ember követi a Sacco és Vanzetti földi maradványait szállító halottaskocsikat a bostoni krematórium felé.

A kivégzéseket 1927. augusztus 22. és 23. között éjfélre tűzték ki. Augusztus 15-én bomba robbant az egyik dedhami esküdt otthonában. Augusztus 21-én, vasárnap több mint 20 000 tüntető gyűlt össze a Boston Common parknál.
Sacco és Vanzetti a Charlestown állami börtön cellájában várta a kivégzést, és mindkét férfi többször is visszautasította, hogy papot fogadjon az utolsó napon, mivel ateisták voltak. Ügyvédjük, William Thompson arra kérte Vanzettit, hogy tegyen nyilatkozatot, amelyben ellenzi az erőszakos megtorlást a haláláért, és megbeszélték, hogy az ember megbocsát az ellenségeinek. Thompson arra is megkérte Vanzettit, hogy még egyszer utoljára esküdjön meg a saját és Sacco ártatlanságára, és Vanzetti meg is tette. Celestino Medeirost, akinek a kivégzését elhalasztották arra az esetre, ha a Sacco és Vanzetti elleni újabb perben szükség lenne a tanúvallomására, először végezték ki. Sacco volt a következő, aki csendben a villamosszékhez sétált, majd azt kiáltotta: „Isten veled, anyám”. Vanzetti utolsó pillanataiban kezet fogott az őrökkel, megköszönte a kedves bánásmódot, felolvasott egy nyilatkozatot, amelyben ártatlanságát hirdette, és végül azt mondta: „Szeretnék megbocsátani néhány embernek azért, amit most velem tesznek”. A kivégzések után a férfiakról halotti maszkokat készítettek.
Másnap erőszakos tüntetések söpörtek végig számos városon, köztük Genfben, Londonban, Párizsban, Amszterdamban és Tokióban. Dél-Amerikában vad sztrájkok zárták be a gyárakat. Németországban hárman meghaltak, Johannesburgban pedig tüntetők amerikai zászlót égettek az amerikai nagykövetség előtt. Állítólag e tevékenységek egy részét a Kommunista Párt szervezte.
A bostoni North Endben található Langone temetkezési vállalatnál két nap alatt több mint 10 000 gyászoló tekintette meg Saccót és Vanzettit nyitott koporsóban. A ravatalozóban a koporsók fölött elhelyezett koszorún az állt: In attesa l'ora della vendetta (A bosszú órájára várva). Augusztus 28-án, vasárnap kétórás gyászmenet vonult végig a városon, hatalmas virágkoszorúkkal. A menetben több ezren vettek részt, és több mint 200 ezren jöttek ki megnézni. A rendőrség lezárta az útvonalat, amely az Állami Ház mellett haladt el, és egy ponton a gyászolók és a rendőrség összecsapott. A halottaskocsik a Forest Hills-i temetőbe értek, ahol egy rövid gyászbeszéd után a holttesteket elhamvasztották. A Boston Globe „a modern idők egyik legszörnyűbb temetésének” nevezte. Will H. Hays, a mozgóképipar ernyőszervezetének vezetője elrendelte a gyászmenetről készült összes filmfelvétel megsemmisítését.
Hamvasztásuk után Sacco és Vanzetti hamvait az SS Conte Grande hajóra rakták, és hazaszállították Olaszországba. Sacco hamvait Torremaggiore-ba, szülővárosába küldték, ahol egy 1998-ban felállított emlékmű tövében temették el. Vanzetti hamvait édesanyjával együtt Villafallettóban temették el.

## Folyamatos tiltakozások és elemzések
Severino Di Giovanni olasz anarchista, Sacco és Vanzetti egyik leghangosabb argentin támogatója néhány órával a két férfi halálra ítélése után felrobbantotta az amerikai nagykövetséget Buenos Airesben. Néhány nappal a kivégzések után Sacco özvegye levélben köszönte meg Di Giovanni támogatását, és hozzátette, hogy a Combinados dohánygyár igazgatója felajánlotta, hogy „Sacco és Vanzetti” néven cigarettamárkát gyárt. 1927. november 26-án Di Giovanni és mások bombát robbantottak egy Combinados dohányboltban. 1927. december 24-én Di Giovanni felrobbantotta a New York-i National City Bank és a BankBoston Buenos Aires-i székházát, látszólag a kivégzés elleni tiltakozásul. 1928 decemberében Di Giovanni és mások kudarcot vallottak abban a kísérletben, hogy felrobbantsák a vonatot, amelyen Herbert Hoover megválasztott elnök utazott argentin látogatása során.
Három hónappal később bombák robbantak a New York-i metróban, egy philadelphiai templomban és Baltimore polgármesterének otthonában. A Dedham-per egyik esküdtjének házát is felrobbantották, őt és családját kidobva az ágyukból. 1928. május 18-án egy bomba lerombolta Robert Elliott hóhér házának tornácát. Még 1932-ben Thayer bíró háza romokban hevert, felesége és házvezetőnője pedig megsérült egy bombarobbantásban. Thayer ezt követően bostoni klubjában élt, ahol a nap 24 órájában őrizet alatt állt egészen 1933. április 18-án bekövetkezett haláláig.
1927 októberében H. G. Wells írt egy esszét, amelyben hosszasan tárgyalta az esetet. „A Dreyfus-ügyhöz hasonló esetnek nevezte, amelyben egy nép lelke próbára kerül és megmutatkozik.” Úgy érezte, hogy az amerikaiak nem értették, hogy az ügyben mi keltette fel az európai közvéleményt. Az Egyesült Államok számos nagyvárosa azonban tiltakozásokat tartott a tárgyalás alatt, bebizonyítva az ellenkezőjét.
Nem a két olasz bűnössége vagy ártatlansága az a kérdés, amely a világ véleményét felizgatta. Lehetséges, hogy valóban gyilkosok voltak, és még inkább lehetséges, hogy többet tudtak a bűncselekményről, mint amit be akartak vallani. ... Európa nem „pereli újra” Saccót és Vanzettit vagy bármi ilyesmit. Azt mondja ki, amit Thayer bíróról gondol. A politikai ellenfelek politikai ellenfélként való kivégzését Mussolini és Moszkva mintájára meg tudjuk érteni, vagy a banditákat mint banditákat; de a gyilkosok mint vörösök, vagy a vörösök mint gyilkosok bíróság elé állítása és kivégzése új és nagyon ijesztő irányvonalnak tűnik a világ legerősebb és legcivilizáltabb Uniójának bíróságai számára.
1928-ban Upton Sinclair kiadta Boston című regényét, amelyben fiktív szereplőket illesztett a perbe és a kivégzésbe. Vanzetti életét és írásait tárta fel, mint a középpontban, és fiktív szereplőket vegyített a perek történelmi résztvevőivel. Bár Vanzetti portréja teljesen szimpatikus volt, Sinclair csalódást okozott a védelem szószólóinak, mivel nem mentette fel Saccót és Vanzettit a bűncselekmények alól, bármennyire is érvelt amellett, hogy a perük igazságtalan volt. Évekkel később elmagyarázta: „De miután az arisztokratákat olyannak ábrázoltam, amilyenek voltak, ugyanezt kellett tennem az anarchisták esetében is.” A könyvhöz végzett kutatásai során Sacco és Vanzetti egykori ügyvédje, Fred H. Moore bizalmasan azt mondta Sinclairnek, hogy ők ketten bűnösök, és hogy ő (Moore) hamis alibivel látta el őket; Sinclair hajlamos volt elhinni, hogy ez valóban így van, és később ezt „etikai problémának” nevezte, de a Moore-ral folytatott beszélgetésről szóló információt nem vette bele a könyvébe.
Amikor Sacco és Vanzetti levelei 1928-ban nyomtatásban megjelentek, Walter Lippmann újságíró így nyilatkozott: "Ha Sacco és Vanzetti hivatásos banditák voltak, akkor azok a történészek és életrajzírók, akik személyes dokumentumokból próbálnak jellemzést levonni, akár be is zárhatják a boltot. A jellem megítélésének minden általam ismert próbája szerint ezek ártatlan emberek levelei." 1929. január 3-án, amikor Fuller kormányzó távozott utódja beiktatásáról, a tömegben valaki odadobta neki a Levelek egy példányát. „A megvetés felkiáltásával” a földhöz vágta.
Sacco és Vanzetti szellemi és irodalmi támogatói továbbra is szót emeltek. 1936-ban, azon a napon, amikor a Harvard fennállásának 300. évfordulóját ünnepelte, 28 harvardi öregdiák nyilatkozatot adott ki, amelyben támadta az egyetem nyugalmazott elnökét, Lowellt az 1927-es kormányzói tanácsadó bizottságban betöltött szerepe miatt. Köztük volt Heywood Broun, Malcolm Cowley, Granville Hicks és John Dos Passos.

## Massachusetts igazságszolgáltatási reformja
Miután az SJC kijelentette, hogy nem rendelhet el új tárgyalást még akkor sem, ha olyan új bizonyítékok állnak rendelkezésre, amelyek „más ítéletet indokolnának”, a bostoni jogi közösségben gyorsan kialakult egy „drasztikus reform” mozgalom. 1927 decemberében, négy hónappal a kivégzések után, a Massachusetts-i Igazságügyi Tanács a Sacco és Vanzetti ügyet „az igazságszolgáltatás módszereinek súlyos hibáira” hivatkozott. A testület egy sor változtatást javasolt, amelyek célja az volt, hogy a politikai megosztottság mindkét oldalát megszólítsa, beleértve a fellebbezések számának és időzítésének korlátozását. Legfontosabb javaslata a Legfelsőbb Bíróság felülvizsgálati jogával foglalkozott. Azzal érvelt, hogy a bírónak előnyös lenne a tárgyalás teljes körű felülvizsgálata, és hogy egy főbenjáró ügyben nem szabadna egy emberre hárulnia a tehernek. A felülvizsgálat megvédhetné azt a bírót, akinek a döntéseit megtámadták, és kevésbé valószínűvé tenné, hogy a kormányzó belekeveredjen egy ügybe. Kérte, hogy az SJC-nek joga legyen új tárgyalást elrendelni „bármilyen alapon, ha az igazságszolgáltatás érdeke úgy tűnik, hogy ezt igényli”. Fuller kormányzó 1928. januári éves üzenetében támogatta a javaslatot.
Az Igazságügyi Tanács 1937-ben és 1938-ban megismételte ajánlásait. Végül 1939-ben elfogadták az általa javasolt nyelvet. Azóta az SJC-nek minden halálbüntetési ügyet felül kell vizsgálnia, figyelembe kell vennie a teljes ügyiratot, és a törvény és a bizonyítékok alapján vagy „bármely más okból, amelyet az igazságszolgáltatás megkövetel” (Mass. General Laws, 1939 ch. 341), meg kell erősítenie vagy meg kell semmisítenie az ítéletet.

## Történelmi nézőpontok
Számos történész, különösen jogtörténész, arra a következtetésre jutott, hogy a Sacco és Vanzetti elleni vádemelés, a per és az azt követő időszak a politikai polgári szabadságjogok égbekiáltó semmibevételét jelentette, és különösen Thayer azon döntését bírálják, hogy megtagadta a perújrafelvételt.
John W. Johnson szerint a hatóságokat és az esküdteket befolyásolta az erős olaszellenes előítélet és a bevándorlókkal szembeni, akkoriban széles körben elterjedt előítélet, különösen New Englandben. A rasszizmus és a faji előítéletesség vádjával szemben Paul Avrich, valamint Brenda és James Lutz rámutatnak, hogy mindkét férfi ismert anarchista tagja volt egy militáns szervezetnek, amelynek tagjai erőszakos robbantási kampányt és merényletkísérleteket hajtottak végre, olyan cselekedeteket, amelyeket a legtöbb amerikai mindenféle háttérrel elítélt. Bár az anarchista csoportok általában nem bankrablásokból finanszírozták militáns tevékenységüket — ezt a tényt a Nyomozóiroda nyomozói is megjegyezték —, ez nem volt igaz a galleanista csoportra. Mario Buda készségesen elmondta egy interjúalanyának: „Andavamo a prenderli dove c'erano” („Oda mentünk és ott szereztük meg [a pénzt], ahol volt”) — vagyis gyárakra és bankokra gondoltunk. Az őr Berardelli szintén olasz volt.
Johnson és Avrich azt sugallja, hogy a kormány a rablógyilkosságok miatt Sacco és Vanzetti ellen azért emelt vádat, mert ez egy kényelmes eszköz volt arra, hogy véget vessen a galleanisták militáns tevékenységének, akiknek bombázási kampánya akkoriban halálos fenyegetést jelentett mind a kormányra, mind sok amerikaira nézve. Egy titokzatos földalatti csoporttal szembesülve, amelynek tagjai ellenálltak a kihallgatásnak és hittek az ügyükben, a hagyományos bűnüldözési taktikát alkalmazó szövetségi és helyi tisztviselők többször is megakadtak a csoport összes tagjának azonosítására vagy a vádemeléshez szükséges bizonyítékok összegyűjtésére tett erőfeszítéseikben.
A legtöbb történész úgy véli, hogy Sacco és Vanzetti valamilyen szinten részt vettek a galleanista bombakampányban, bár pontos szerepüket nem sikerült meghatározni. 1955-ben Charles Poggi, egy régi anarchista és amerikai állampolgár, az olaszországi Emilia-Romagna régióban található Savignanóba utazott, hogy meglátogassa régi bajtársait, köztük a galleanisták fő bombakészítőjét, Mario „Mike” Budát. Miközben a braintree-i rablásról beszélgettek, Buda azt mondta Pogginak: „Sacco c'era” (Sacco ott volt). Poggi hozzátette, hogy „erős az az érzése, hogy maga Buda volt az egyik rabló, bár én nem kérdeztem őt, és ő sem mondta”. Az, hogy Buda és Ferruccio Coacci, akinek közös bérelt házában egy .32-es Savage automata pisztoly gyártmányrajza volt (amely megegyezik azzal a .32-es Savage pisztollyal, amellyel vélhetően Berardellit és Parmentert is lelőtték), szintén részt vett-e a braintree-i rablásban és gyilkosságokban, csak találgatások tárgya maradt.

## Későbbi bizonyítékok és nyomozások
1941-ben Carlo Tresca anarchista vezető, a Sacco és Vanzetti Védelmi Bizottság tagja Max Eastmannak azt mondta: „Sacco bűnös volt, de Vanzetti ártatlan”, bár nyilatkozatából kitűnik, hogy Tresca a bűnösséget csak a ravasz meghúzásának aktusával tette egyenlővé, azaz Tresca szerint nem Vanzetti volt a fő gyilkos, hanem Sacco cinkosa lehetett. Az ártatlanságnak ez a megítélése éles ellentétben áll a jogi felfogással. Mind a The Nation, mind a The New Republic elutasította Tresca leleplezésének közzétételét, amely Eastman szerint azután történt, hogy nyomást gyakorolt Trescára, hogy megtudja az igazságot a két férfi részvételéről a lövöldözésben. A történet végül 1961 októberében jelent meg a National Review-ban. Mások, akik ismerték Trescát, megerősítették, hogy hasonló kijelentéseket tett nekik, de Tresca lánya ragaszkodott ahhoz, hogy apja soha nem utalt Sacco bűnösségére. Mások Tresca megnyilatkozásait a galleanistákkal való nézeteltéréseinek tulajdonították.
Anthony Ramuglia munkaszervező, aki az 1920-as években anarchista volt, 1952-ben azt mondta, hogy egy bostoni anarchista csoport arra kérte, hogy legyen hamis alibitanú Sacco ellen. Miután beleegyezett, eszébe jutott, hogy a kérdéses napon börtönben volt, így nem tudott tanúskodni.
Mind Sacco, mind Vanzetti korábban Mexikóba menekült, és nevet változtatott, hogy elkerülje a sorozást, amit az ügyész a gyilkossági perükben a hazafiságuk hiányának bizonyítására használt fel, és amit nem cáfolhattak meg. Sacco és Vanzetti támogatói később azzal érveltek, hogy a férfiak azért menekültek el az országból, hogy elkerüljék az üldöztetést és a sorozást; kritikusaik szerint azért mentek el, hogy elkerüljék az Egyesült Államokban folytatott militáns és lázító tevékenységük miatt történő felderítést és letartóztatást. Az anarchizmus 1953-as olasz története, amelyet névtelen kollégák írtak, azonban más motivációt tárt fel:
Több tucat olasz anarchista hagyta el az Egyesült Államokat Mexikóba menve. Egyesek szerint gyávaságból tették ezt. Semmi sem lehet ennél hamisabb. A mexikói utazás ötlete több elvtársban is felmerült, akiket megrémített az a gondolat, hogy az Egyesült Államokban maradva erőszakkal visszatartják őket attól, hogy Európába menjenek, ahol az Oroszországban februárban kitört forradalom az egész kontinensre való átterjedést ígérte.
1961 októberében Sacco Colt félautomata pisztolyán továbbfejlesztett technológiával lőfegyver- és lövedék-összehasonlításokat végeztek. Az eredmények megerősítették, hogy a Berardellivel 1920-ban végzett golyót Sacco pisztolyából lőtték ki. A Thayer-bíróság szokása, hogy Sacco .32-es Colt pisztolyát, valamint bármely más automata pisztolyt tévesen „revolver”-ként emlegette (ez volt a kor szokása), néha zavarba ejtette a későbbi generációs kutatókat, akik megpróbálták követni a törvényszéki bizonyítékok nyomát.
1987-ben Charlie Whipple, a Boston Globe egykori szerkesztője nyilvánosságra hozott egy beszélgetést, amelyet Edward J. Seibolt őrmesterrel folytatott 1937-ben. Whipple szerint Seibolt azt mondta, hogy „abban az ügyben kicseréltük a gyilkos fegyvert”, de jelezte, hogy ezt tagadni fogja, ha Whipple valaha is kinyomtatja. A Sacco és Vanzetti per idején azonban Seibolt csak járőr volt, és nem a bostoni rendőrség ballisztikai osztályán dolgozott; Seibolt 1961-ben meghalt, anélkül, hogy Whipple történetét megerősítette volna. 1935-ben Charles Van Amburgh kapitány, a vád egyik legfontosabb ballisztikai tanúja hatrészes cikket írt az ügyről egy krimi magazin számára. Van Amburgh leírta azt a jelenetet, amelyben Thayer rajtakapta a védelem ballisztikai szakértőjét, Hamiltont, amint Sacco fegyverével próbálta elhagyni a tárgyalótermet. Thayer azonban a fegyver csőcseréjéről szóló meghallgatás során nem mondott semmit ilyen mozdulatról, és nem volt hajlandó egyik felet sem hibáztatni. A fegyvercsőcseréről szóló zártkörű meghallgatást követően Van Amburgh a házában tartotta Sacco fegyverét, ahol az egészen addig maradt, amíg a Boston Globe 1960-ban leleplező riportot nem készített róla.
1973-ban egy volt maffiózó közzétette Frank „Butsy” Morelli, Joe testvérének vallomását. „Kinyírtuk őket, mi öltük meg azokat a fickókat a rablásnál” — mondta Butsy Morelli Vincent Teresának. „Ez a két zsírosbőrű Sacco és Vanzetti a fejünkre vette a dolgot”.
1982 júniusában bekövetkezett halála előtt Giovanni Gambera, aki tagja volt annak a négyfős anarchista vezetői csoportnak, amely nem sokkal Sacco és Vanzetti letartóztatása után találkozott, hogy megtervezze a védelmüket, azt mondta a fiának, hogy „mindenki [az anarchisták belső körében] tudta, hogy Sacco bűnös, Vanzetti pedig ártatlan, ami a gyilkosságokban való tényleges részvételt illeti”.
Hónapokkal a halála előtt a kiváló jogász, Charles E. Wyzanski, Jr., aki 45 évig elnökölt a Massachusetts állambeli amerikai kerületi bíróságon, írt Russellnek, és kijelentette: „Magam is meggyőződtem az ön írásai alapján arról, hogy Sacco bűnös volt”. A bíró értékelése azért volt jelentős, mert ő volt Felix Frankfurter egyik „forró kutyája”, és Frankfurter bíró szorgalmazta a szövetségi bírói székbe való kinevezését.
A Los Angeles Times 2005. december 24-én megjelentetett egy cikket „Sinclair Letter Turns Outs To Be Another Exposé” címmel, amely Upton Sinclair John Beardsley ügyvédnek írt, újonnan felfedezett levelére hivatkozik, amelyben Sinclair, a szocialista író, aki híres volt mocskolódó regényeiről, feltár egy beszélgetést Fred Moore-ral, Sacco és Vanzetti ügyvédjével. Ebben a beszélgetésben, Sinclair igazságot kérő kérdésére válaszolva Moore kijelentette, hogy Sacco és Vanzetti valójában bűnös, és hogy Moore koholta az alibijüket, hogy elkerülje a bűnös ítéletet. A Los Angeles Times a későbbi leveleket úgy értelmezi, hogy Sinclair a különösen külföldön élő radikális olvasóközönsége eladásainak elvesztését elkerülendő, valamint a saját biztonságát féltve, nem változtatott regénye előfeltevésén e tekintetben. Sinclair azonban ezekben a levelekben is kételyeit fejezte ki azzal kapcsolatban, hogy Moore egyáltalán megérdemli-e, hogy megbízzanak benne, és a regényben tulajdonképpen nem is bizonygatta kettejük ártatlanságát, ehelyett arra az érvre összpontosított, hogy a per, amelyet kaptak, nem volt tisztességes.

## Dukakis-kiáltvány
1977-ben, a kivégzések 50. évfordulójának közeledtével Michael Dukakis, Massachusetts kormányzója felkérte a Kormányzó Jogtanácsosi Hivatalát, hogy készítsen jelentést arról, hogy „van-e alapos okunk feltételezni — legalábbis a mai jogi normák fényében —, hogy Saccót és Vanzettit igazságtalanul ítélték el és végezték ki”, és javasoljon megfelelő intézkedést. A „Jelentés a kormányzónak a Sacco és Vanzetti ügyében” című dokumentum részletezte azokat az okokat, amelyek alapján kétségbe vonható, hogy a tárgyalást első fokon tisztességesen folytatták le, és azzal is érvelt, hogy ezeket a kétségeket csak megerősítették a „később felfedezett vagy később nyilvánosságra hozott bizonyítékok”. A jelentés megkérdőjelezte a hátrányos keresztkérdéseket, amelyeket a tárgyaló bíró engedélyezett, a bíró ellenségességét, a bizonyítékok töredékes jellegét és a tárgyalás után napvilágra került szemtanúk vallomásait. A jelentés aggasztónak találta a bíró által az esküdtszéknek adott vádat, mivel az hangsúlyozta a vádlottak letartóztatásukkor tanúsított viselkedését, és kiemelt bizonyos tárgyi bizonyítékokat, amelyeket később megkérdőjeleztek. A jelentés elutasította azt az érvet is, hogy a tárgyalás bírósági felülvizsgálat tárgyát képezte volna, megjegyezve, hogy „a gyilkossági ügyek felülvizsgálatának akkori rendszere ... nem biztosította a mostani biztosítékokat”.
A Jogtanácsosi Hivatal ajánlásai alapján Dukakis 1977. augusztus 23-át, kivégzésük 50. évfordulóját Nicola Sacco és Bartolomeo Vanzetti emléknapjává nyilvánította. Az angol és olasz nyelven kiadott kiáltványában kijelentette, hogy Saccót és Vanzettit igazságtalanul ítélték el, és hogy „minden szégyent örökre el kell törölni a nevükről”. Nem adott nekik kegyelmet, mert ez azt jelentette volna, hogy bűnösök. Ártatlanságukat sem bizonygatta. A Dukakis elmarasztalására irányuló határozat a massachusettsi szenátusban 23:12 arányban megbukott. Dukakis később csak azt sajnálta, hogy nem fordult a bűncselekmény áldozatainak családjaihoz.

## Későbbi tisztelgések

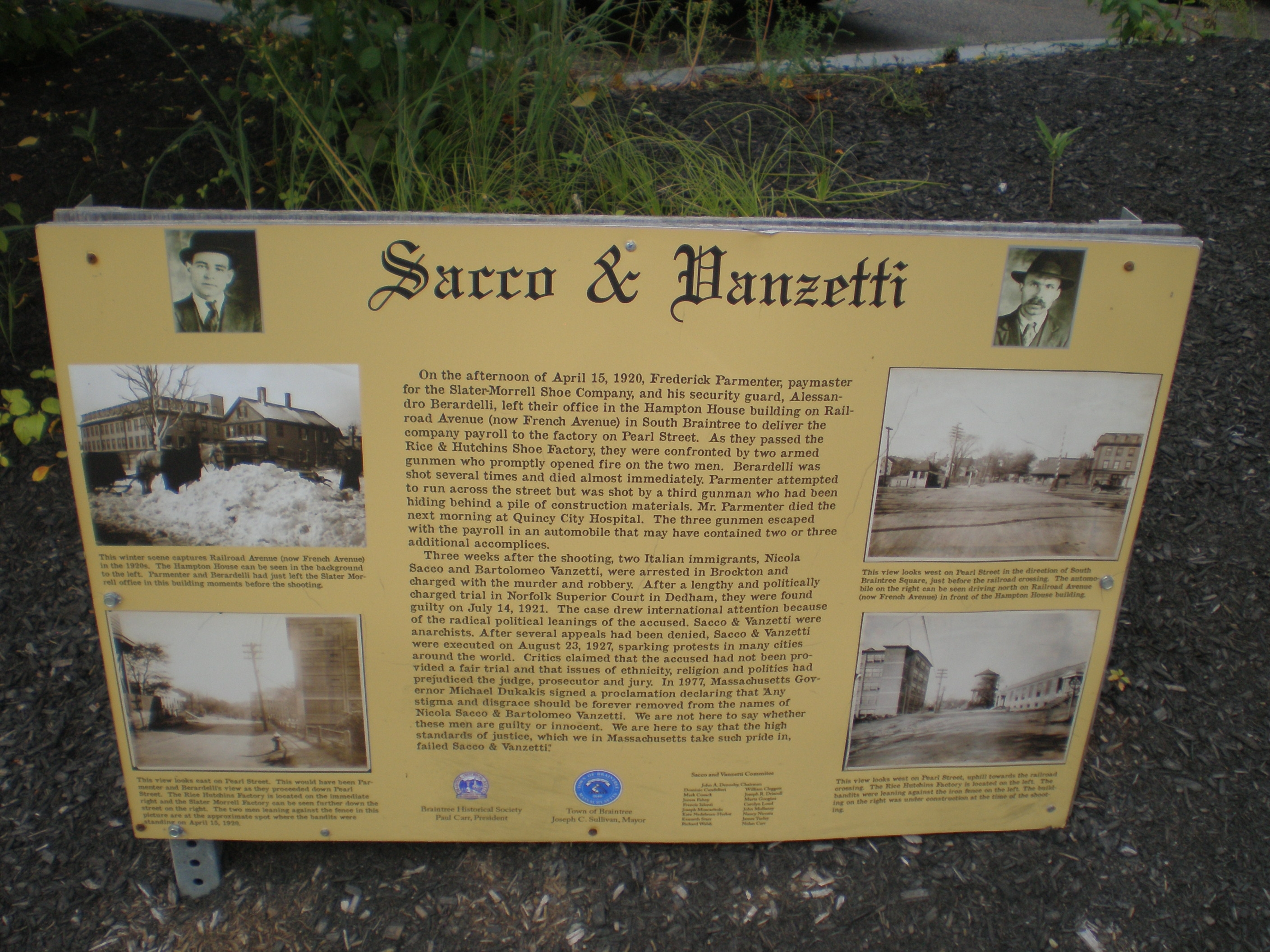
Emlékplakát, French Ave és Pearl St, Braintree, Massachusetts

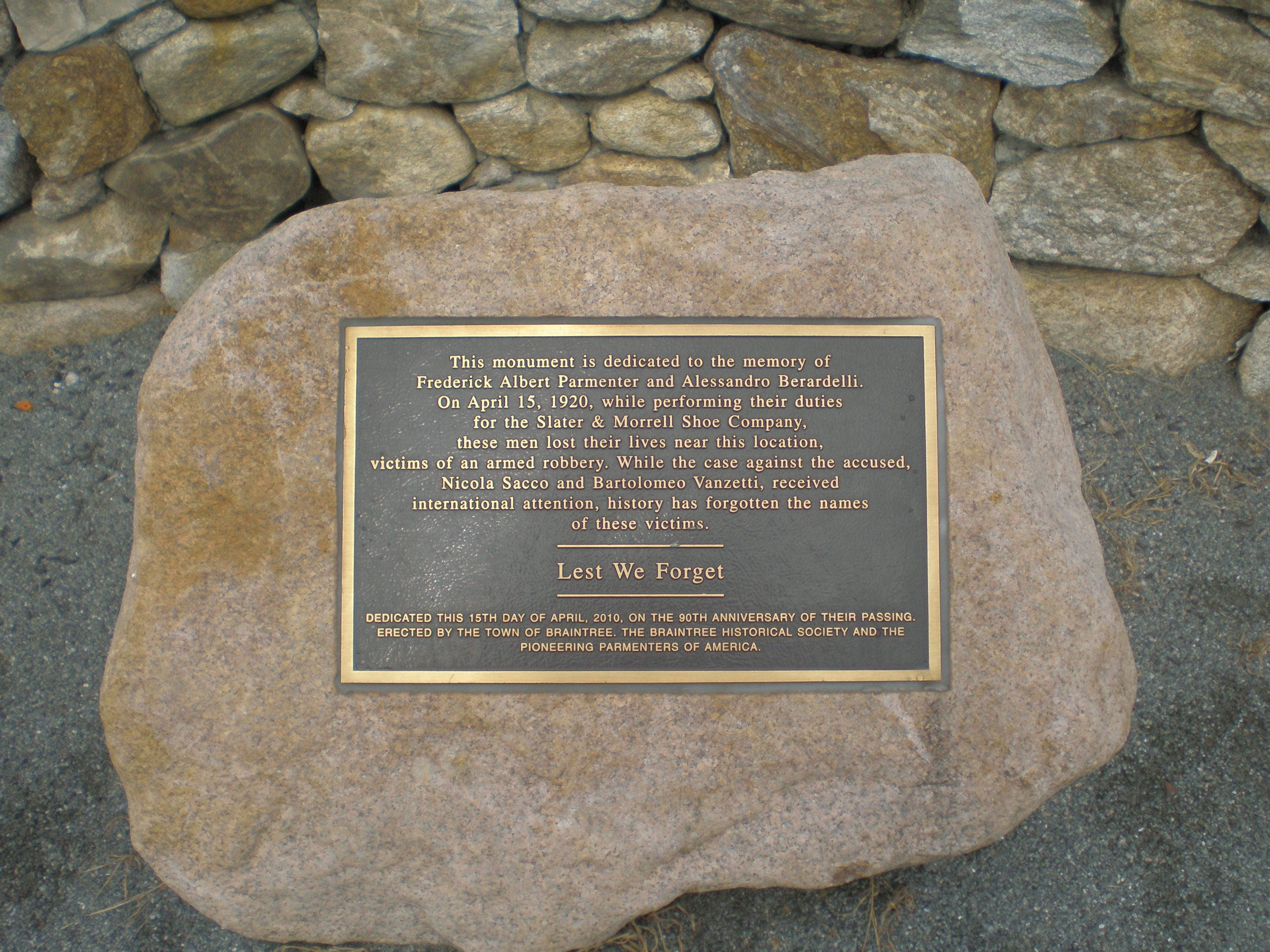
Az áldozatok emlékműve, French Ave és Pearl St, Braintree, Massachusetts

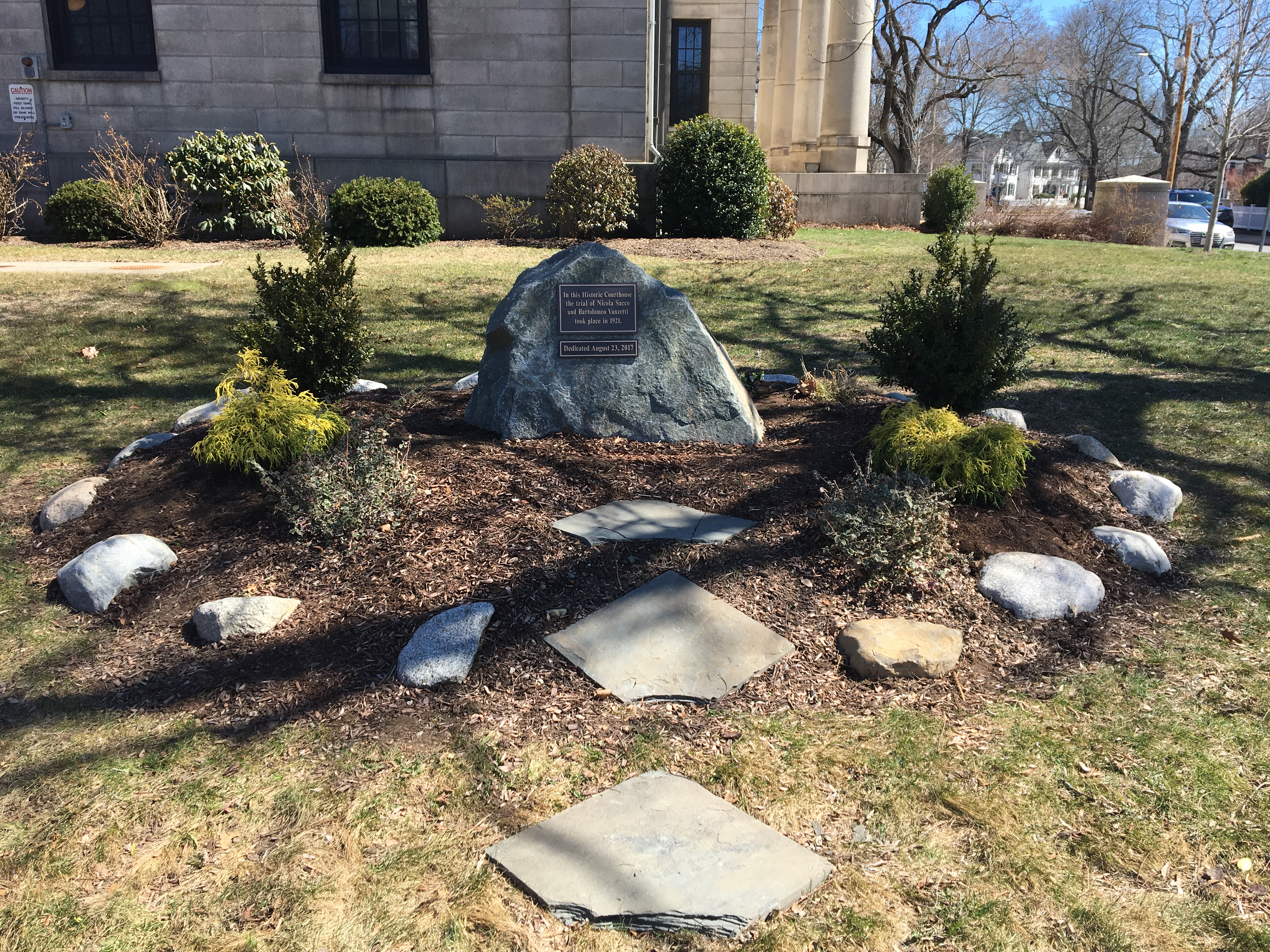
Sacco és Vanzetti perének emlékműve a massachusettsi Dedhamben, a Norfolk Legfelsőbb Bíróság előtt.

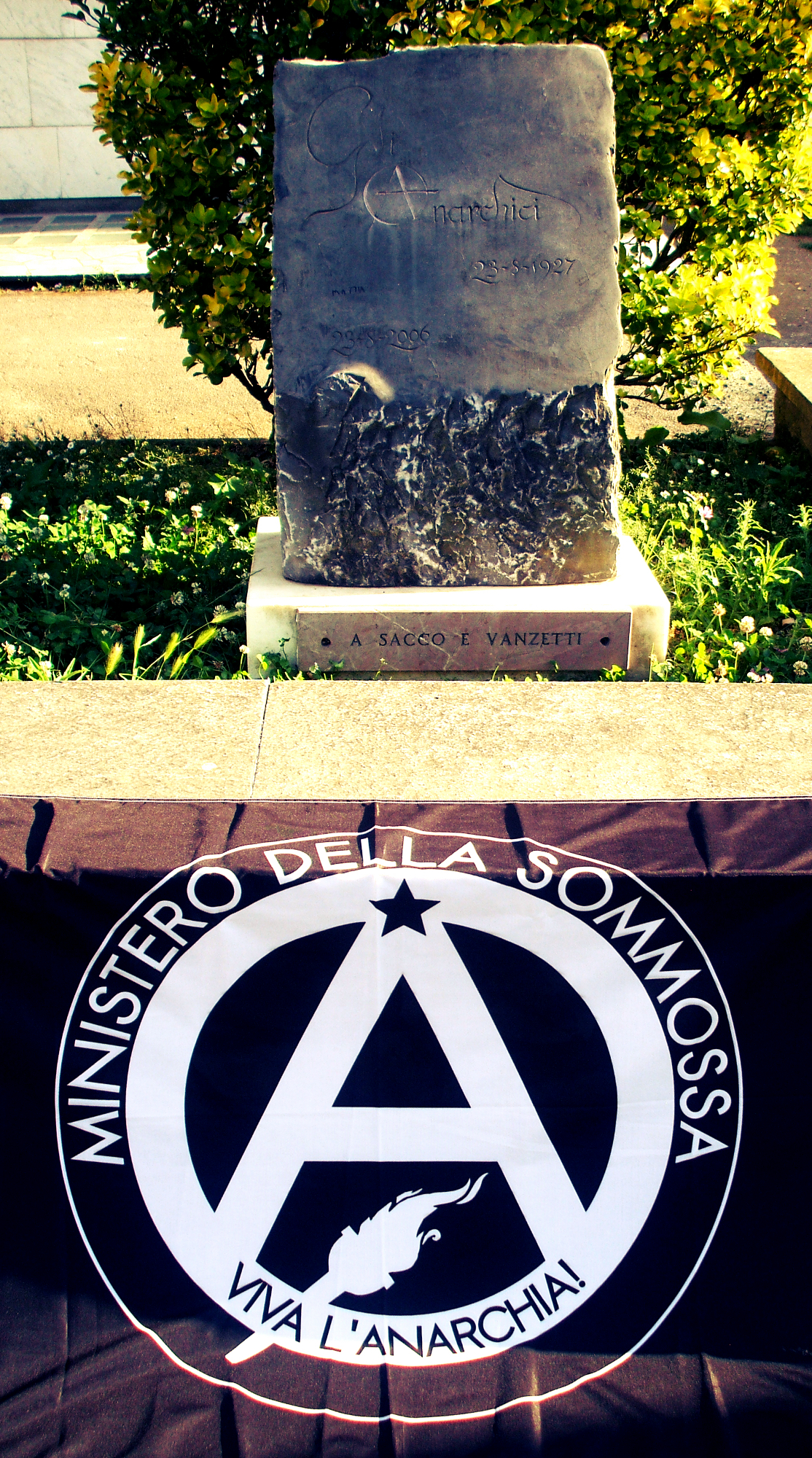
A Sacco e Vanzetti emlékmű Carrarában.

Egy emlékbizottság 1937-ben, 1947-ben és 1957-ben sikertelenül próbálta bemutatni Massachusetts állam kormányzóinak és bostoni polgármestereknek a Mount Rushmore szobrászának, Gutzon Borglumnak 1937-ben készített gipszöntvényét. 1997. augusztus 23-án, a Sacco és Vanzetti kivégzésének 70. évfordulóján Boston első olasz-amerikai polgármestere, Thomas Menino és Massachusetts olasz-amerikai kormányzója, Paul Cellucci leleplezte az alkotást a bostoni közkönyvtárban, ahol azóta is látható:
„Azzal, hogy a város elfogadja ezt a műalkotást, nem az a célunk, hogy újra megnyitjuk a vitát Sacco és Vanzetti bűnösségéről vagy ártatlanságáról” — mondta Menino. „Az a célja, hogy emlékeztessen bennünket a téves igazságszolgáltatás veszélyeire, és arra a jogra, amely mindannyiunknak megillet bennünket a tisztességes eljáráshoz.”
Az esemény a Boston Herald szerkesztőségi oldalain újabb vitát váltott ki a tárgyalás tisztességességéről.
A Syracuse-i Egyetem főépületén a Sacco és Vanzetti perét ábrázoló mozaikfreskó. A massachusettsi Braintree-ben, a French Avenue és a Pearl Street sarkán emlékmű jelzi a gyilkosságok helyszínét. Az emlékmű két kiállítással rendelkezik. Az első egy időjárásálló plakát, amely a bűncselekményt és az azt követő tárgyalást tárgyalja. A második kiállítási tárgy egy fémtábla, amely a bűncselekmény áldozatainak állít emléket.
A „Sacco és Vanzetti Centuria” egy amerikai anarchista katonai egység volt a Durruti oszlopban, amely a spanyol polgárháborúban harcolt.
A volt Szovjetunióban számos helyszínt neveztek el „Saccóról és Vanzettiről”: például egy sörgyártó üzemet Moszkvában, egy kolhozt az ukrajnai Donyeck régióban; valamint egy utcát és egy lakótelepet Jekatyerinburgban. A „Sacco és Vanzetti” szintén népszerű orosz ceruzamárka volt 1930 és 2007 között. Olaszország számos városában található Saccóról és Vanzettiről elnevezett utca, köztük a Via Sacco-Vanzetti Torremaggiore-ban, Sacco szülővárosában; és Villafallettóban, Vanzetti születési helyén.
A kelet-ukrajnai Bahmut körzetben található a róluk elnevezett Szakko i Vancetti nevű kis falu, amelyet az orosz erők 2023 februárjától május közepéig, a bahmuti csata idején elfoglaltak.
2017-ben egy Eagle Scout projekt részeként egy emléktáblát helyeztek el a Norfolk Superior Court előtt a per emlékére. A Massachusetts-i Jusztiniánus Jogi Társaság tulajdonában van a per bekötött jegyzőkönyve, amely tartalmazza a tanúvallomások, kifogások, valamint az ügyben eljáró ügyvédek és bíró nyilatkozatainak szó szerinti átiratát.[230] A könyveket 2024-ben a Dedham Múzeum és Archívumnak adták kölcsön kurátori kezelésre.

## Hivatkozások a populáris kultúrában

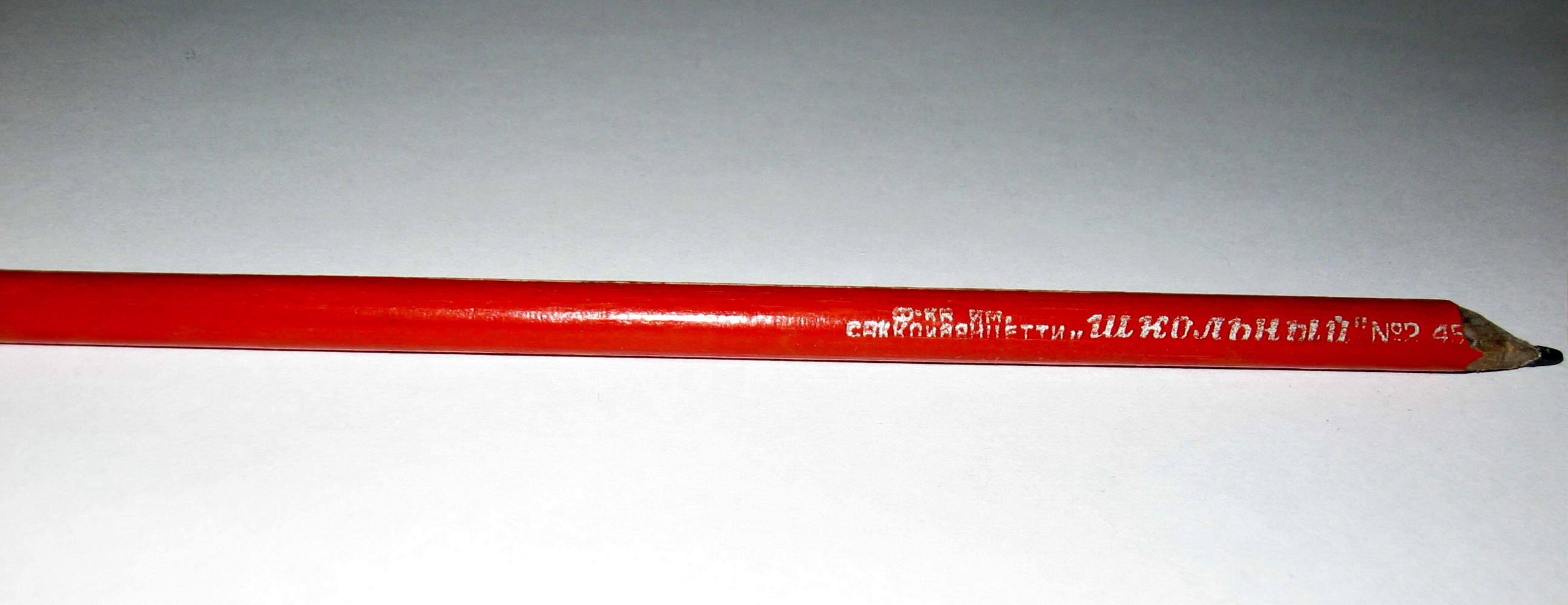
1940-es évekbeli orosz ceruza, amelyen cirill betűkkel látható a „Sacco & Vanzetti” név.

### Írásos művek, festmények

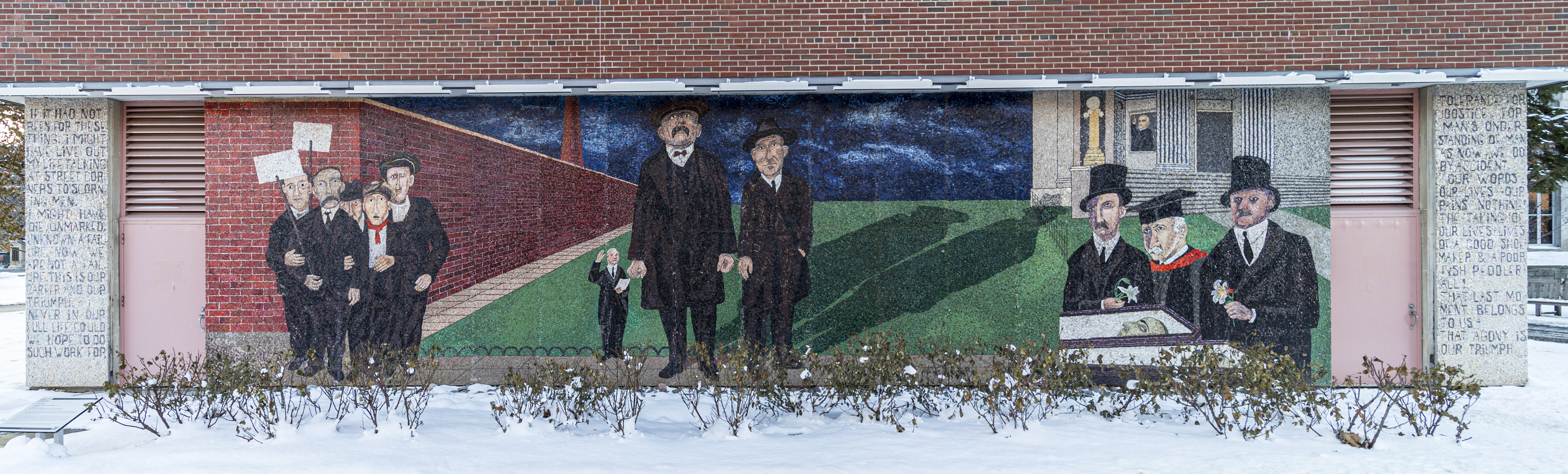
Mozaik: The Passion of Sacco and Vanzetti, Ben Shahn, Syracuse University (1967)

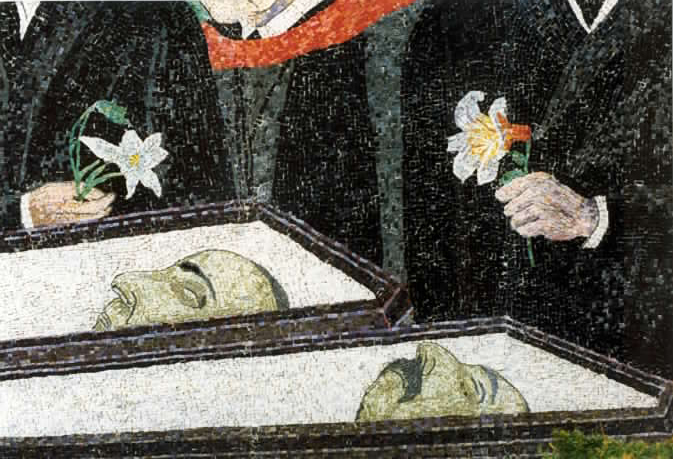
Sacco és Vanzetti koporsóikban holtan fekvő mozaikrészlete, Ben Shahn alkotása